# 通常攻撃が全体攻撃で二回攻撃のお母さんは好きですか?
『通常攻撃が全体攻撃で二回攻撃のお母さんは好きですか？』（つうじょうこうげきがぜんたいこうげきでにかいこうげきのおかあさんはすきですか）は、井中だちまによる日本のライトノベル。イラストは飯田ぽち。が担当。2017年1月から2020年4月まで富士見ファンタジア文庫 (KADOKAWA) より刊行された。略称は「お母好き」（おかすき）。本作のテーマは「親と子の問題」。
第29回ファンタジア大賞大賞受賞作。「次のヒット作はこれだ！ 新作ラノベ総選挙2017」（ブックウォーカー）では8位を獲得している。2019年12月時点で電子版を含めたシリーズ累計部数はで80万部を突破している。
メディアミックスとして、2017年9月から2021年1月まで『ヤングエースUP』 (KADOKAWA) にて冥茶によるコミカライズが連載された。また2019年7月から9月にかけてはテレビアニメが放送された。

## プロモーション
第29回ファンタジア大賞の受賞作4作品のWEB読者賞総選挙を行い、その20万ポイントの公約としてゲーム化&マウスパッド化が用意され、目標ポイント達成により、RPGアツマールで無料RPGの公開と、アニメイトの“お母さんと妹と一緒にアニメイトに行こう! 母の日もあるので大好きな家族に日頃の感謝を伝えようフェア”で「いつでもお母さんと一緒マウスパッド」が抽選でプレゼントされた。ゲームの詳細は無料ゲームの節を参照。
また、ヒロインである主人公の母親「大好真々子」役に茅野愛衣を起用したプロモーションを行った。ファンタジア大賞受賞作として発売された時のTVCMのナレーションや、第2巻発売記念に公式サイトやYouTubeで「まーくん」「しんちゃん」「あーちゃん」など50種のニックネームごとメッセージを読んでくれる動画を公開したり、第6巻発売記念にスマートフォンでテレビ電話がかかってくるというシチュエーションのキャンペーンをした。
テレビアニメ放送の宣伝でも、引き続き「大好真々子」役で出演する茅野愛衣によって、公式サイト上のスペシャルコンテンツとしてメッセージボイスが毎日聞ける「ポイントカード風のお母さんは好きですか？」や、全国アニメ専門店店頭企画として対象店舗にて真々子の等身大スタンディが設置され前を通ると全3種類のいずれかの撮り下ろしボイスが流れるなどした。
同声優は、オーディオブック定額配信サービス『Audible』で配信の本作の朗読も担当している。

## あらすじ
1巻
主人公・大好真人は若過ぎる見た目の実母・真々子を「母親」と思えず苦手意識を持っていた。典型的な思春期の息子だったことと、学校で行った内閣の匿名アンケートに名前を書いてしまい特定しやすいということから内閣府の調査員・白瀬真澄に目をつけられ、開発中のオンラインゲーム「MMMMMORPG（仮）」のテスターとして強制参加させられてしまう。謎の技術によってファンタジーなゲーム世界へと連れてこられ、これから始まる冒険に胸を躍らせる真人だったが、実はこれは母親同伴という条件付きだった。目的は母子の仲直り。そのため母子同伴という条件がついていた。
ゲームやファンタジーモノの「お約束」を知らない真々子に真人は頭を痛めつつ、常道に乗っ取って仲間を募集した結果、真々子による面接が行われることに。テスターである旅商人のポータと（自称）超絶賢者のワイズが一行に加わった。
我侭で怒りっぽく自分勝手なワイズに手を焼き、時には即死魔法で殺されつつも互いに理解を深めていく真人。そんな折、同じくゲーム世界へダイブした白瀬真澄（以下シラーセ）からママン村でのクエスト（村長の依頼）を紹介される。夜の女帝なる人物が村や都市から美青年たちをかどわかしており、救出を頼みたいという。
夜の女帝の正体はワイズの実母であり、魔法によって妖艶な美女に変化したものだった。ホスト狂いで給食費まで使い込んだことから離婚され、ワイズの親権も父親に移っていたが、娘との仲直りを望みこのゲームへ参加した。しかしチートによる特殊能力を手にしてしまい、欲望のまま行動するようになったため娘と袂を分かってしまっていたのだ。
いち早く夜の女帝と遭遇した真人とワイズは交戦を開始するが、圧倒的な力の前に窮地に陥る。しかし駆けつけた真々子の力により劣勢を覆され、女帝は撤退。ゲーム内には存在しない不可思議な場にて、新たなチートを授かり怪物を従えて再戦するが、これも真人たちの手によって破られ、最後は真々子の一撃によって女帝は倒れた。正気を取り戻した後、ワイズ母子は一応の和解を迎えた。
実はこのゲームの目的は「母と子」の問題を解決することにあった。シラーセは、真人たちの活躍を見守りつつも女帝に力を与えた何者かの存在に疑念を抱いていた。
2巻
真人とワイズは悩んでいた。真々子があまりにも強過ぎて自分たちの存在意義を失いそうになっていたからである。そこで真人は強化アイテムが手に入るという学園の試験運用クエストを受けることに。しかし真々子もセーラー服に身を包み、見た目はJK、立場は母のままついてきてしまう。そこで真人たちはメディとメディママの母子と出会い、学園の報酬を賭けて対立することになる。娘を一番にしようと画策するメディママは様々な手を講じて真人たちの妨害を行うが、メディ自身には争う意志はなく友達になることを望んでいた。メディに一目惚れしていた真人はなんとか彼女に近づこうとするが、時折見せる暗いオーラの前にメディが抱えるダークパワー（負の感情）を知ってしまう。
実はメディは母によって自由を奪われ、ひたすらに一番になることを強要されていた。彼女が抱くダークパワーとはそんな母に対する不満から来るものであった。それでも母親を信じていたメディだが、「娘が一番になれば自分は最高の母親になれる」というメディママの本心を知り暴走してしまう。コンフォルテの杖の力によって巨大な竜メディドラゴンに変化し、敵も味方もなく破壊の限りを尽くす。
そんな中、メディママは真々子の上級スキル【母の御言葉】により、妄執から解き放たれ娘の説得を行うが、既に話が通じる状態ではなくなっていた。しかし、メディを救いたいという一心で振るわれた真人の聖剣は、メディを傷つけることなくドラゴンとしての部分だけを切り裂き彼女を解放させた。
正気を取り戻したメディママから娘のことを託され、こうしてメディは正式に真人たちの仲間として加わることとなった。メディママも元々は「立派な娘に育てたい」と願う母親だったが、手にした謎の杖の力により正気を失っていたことが判明する。
ゲーム内に存在しないはずの杖を見たシラーセは、何者かが「MMMMMORPG（仮）」の運営を妨害しようとしていると推測した。
3巻
海辺の町チャンカーへとやってきた真人一行。目的は頂上に到達すれば（ある程度の制限付きで）どんな願いも叶えるという「ソロゴロシの塔」にあった。大所帯で挑むことを前提にしたダンジョンだったが、既に町中の腕利きたちは謎の少女アマンテの手先になっており、真々子になぜか敵意を燃やすアマンテは真人たちの妨害を行おうとする。彼女は自らを「反抗組織リベーレの四天王」と名乗った。先兵としてチャンカーの荒くれ筆頭ポッチが仲間を率いて真人たちの前に現れるが、真々子の母親として魅力の前に全員戦意喪失し、母親たちのもとへと帰って行った。彼らは元々は母親と喧嘩したことで家出をし、その際にアマンテに勧誘された。
ポッチたちは母親と和解し真人たちに協力することを約束する。しかしポッチたちではなく、ポッチたちのお母さんたちが真人たちに協力することとなり、一行は【お母さんギルド】を結成。ソロゴロシの塔へと挑む。またもやアマンテが妨害しようとするが偶然と幸運が真人たちに味方したことでことごとく失敗に終わる。そして「落とし前」をつけるためにアマンテに反旗を翻したポッチたちだったが返り討ちに遭い、モンスターへと変貌させられてしまう。真人一行の前に変わり果てた姿で立ちはだかるが、真々子の力と母親たちの愛情によりポッチたちは人としての姿を取り戻し、ポッチたちを操っていた魔法円も真人によって破壊された。
その後、アマンテと直接対決となる。彼女はあらゆる攻撃を反射する能力を持っており真人たちを寄せ付けない強さを見せるが、真々子の新スキル「めっ」によって放たれた光線までは反射できず追い詰められる。最後の手段として塔の頂上にて「すべての母親の消滅」の消滅を願おうとするが、咄嗟に願いを答えた真人によって「産み立て新鮮卵を人数分くれ」が叶えられてしまい失敗に終わる。戦意喪失し逃げたアマンテは他の仲間たちに連絡を取り作戦の失敗を告げるが、散々こき下ろされた挙句目的地とは反対の馬車に乗ってしまい、仲間と合流もできないままハハウェにまで行ってしまうことになった。
一方そのころ、チャンカーでは真人たちの活躍を称えポッチたちが石像を建ててくれたが、石像に刻まれた文章が「母親だらけのお母さんギルドに堂々と加入していた少年という意味で、勇者」と恥ずかしいものだったため真人は次の冒険を急かし、一行はチャンカーを発った。
4巻
ある日、真人たちのもとに差出人不明のチラシが届く。四天王アマンテを倒した褒美として、商業都市オカンヤーデのカジノに来れば多額の報酬を支払うというものだった。ワイズとメディは真々子の相手を真人に押しつけ、ポータを連れて3人でカジノへ行ってしまう。しかしそれは、リベーレ四天王「母蔑のソレラ」が仕掛けた罠であった。彼女が持つ「ステータス大幅低下」のスキルにより運が下がったワイズたちは、カジノで負け続け（ポータは唆されて鑑定スキルでインチキの片棒を担がされ、メディは八つ当たりでスロットを破壊してしまい）、多額の借金を背負ったことで景品にされ、その間は返済のためバニーガールとして働くことになってしまった。事情を知った真人と真々子は3人を助けるためにカジノに挑む。ソレラのスキルの前に真人は大敗を喫するが、真々子が新たに獲得した「甘母」のスキルによってカジノの難易度が甘々になったことで大勝ちとなり、ソレラとのギャンブルでも圧勝。ありえないほどの幸運を見せつけられて負けたソレラは泡を吹いて気絶した。こうしてポータの借金は支払われ解放された。その後、ワイズは居合わせたアマンテと人気取り対決を行う。騒動に乗じてメディが賭けを始めたことで資金が集まり、ワイズとメディは自力で返済した。
しかし、ソレラの狙いはポータの「保護」とNPC思考制御プログラム「アルザレ」を用いた実験にあった。シラーセによれば、何者かによって運営から盗み出され、アイテムとしてゲーム内に具現化したという。オカンヤーデの母親たち（NPC）をカジノの地下闘技場に呼び込み、そこでギャンブル対決を行わせギャンブル狂に仕立て上げていた。子供たちも別室に閉じ込めて幽閉し、賭けるものがなくなった母親に「母子であることをやめる（互いに親子と認識しなくなる）」ことを条件に賭けを受けさせる。ソレラは家事や育児に自信のない母親たちをギャンブル漬けにし、破滅させて楽しんでいた。そこへアルザレを奪還しに来た真々子とポータの活躍によって母親たちは正気を取り戻し、ソレラに反旗を翻す。ワイズとメディも合流し、カジノの副支配人の協力により闘技場のステータスアップシステムを利用。真々子や母親たちのステータスをアップさせソレラを追い詰めていく。別行動していた真人もアルザレを守っていた金色のスケルトンを破り、ソレラとの決戦に合流。手詰まりになったソレラは、ダークパワーを発揮したメディに恐怖をきたし逃げ回っていたところ真々子と遭遇。真々子の説得に一度は耳を傾けそうになるが、母親を蔑むという心は晴れず最後まで抵抗を試みる。その結果、スロットを回してしまい大当たりを出し、大量のコインが頭上から降ってきて押しつぶされそうになるが、間一髪で駆けつけたアマンテに救われ、そのまま撤退していった。
副支配人の正体はオカンヤーデの地底都市を漂う霊魂（神のような存在）だった。自分ではソレラに対抗する力がなかったため、ワイズとメディに協力を要請した。手に入れた大量のコインは真々子の提案により、すべてのカジノに新機能が搭載されるという形で使用された。その機能とは、母親がギャンブルにのめり込み過ぎたら子供が目の前に現れ、子供がギャンブルにのめり込み過ぎたらバニーガール姿の母親が現れるというものだった。お互いが側にいれば無茶な賭け事はしないという真々子の配慮だった。しかし真人は、母親と強制的に同伴するカジノにしたことで子供たちからの逆襲を危惧し、早く町を出るように促す。
5巻
真々子はシラーセの誘いにより天下一母道会に出場することになった。出場理由はゲーム内での母子の印象的なシーンを自動撮影するアイテム【親子アルバム】が優勝賞品であるためであり、真々子は予選を一位で突破。彼女を含めた16人のお母さんたちが本選出場を果たし、天下一の母を競い合うこととなった。真人たちはシラーセの計らいによりボランティアスタッフとして会場に入り、真人は実況と解説、ワイズ、ポータ、メディは他の母親の子供たちを子守りすることとなった。
出場者たちは揃って真々子をライバル視する。実は真々子は、話題沸騰中のゲーム内雑誌「MAMAN」の創刊号でインタビューを飾ったことですっかり有名人になっていた。
だが、出場者の中にはリベーレ四天王のアマンテとソレラが潜り込んでいた。二人は肩車をして銀色の布を被ることで正体を隠し、不審母ソレンテという偽名を名乗って真々子に接近。前回の雪辱を果たすべく様々な妨害工作を講じるが、いずれも真々子の勝利を後押しする結果になってしまった。真々子は順調に準決勝まで勝ち進み、4人の選手によるバトルロワイヤル（お弁当作り）に参加。そこで真々子はソレンテに一騎討ちを提案する。ソレンテは前回の試合で真人のシャツを綺麗に洗っており、それで真々子は対抗意識を燃やしていた。半ば強引に流されるままソレンテは真々子と対決し、新たに生み出した必殺魔法母封印（シジーロ・マドレ）で真々子を幼女化させてしまう。しかし、真人たちのフォローにより真々子はお弁当を完成させる。真々子とソレンテのお弁当を真人が食べ、どちらが母のものか当てるという方式で決着を行うこととなった。真人が「母の味」をわからないはずがなく、あっさりと当てたことでソレンテは敗北。正体を現すとNPCを操るアイテムで反撃を行おうとするが、そこへ謎の母HAHAKOが放った「めっ！」によりアマンテとソレラはどこかへ吹き飛ばされてしまった。
こうして決勝戦は真々子とHAHAKOの一騎討ちとなった。なぜかHAHAKOは真々子と瓜二つの容姿をしており、真人に対して「母親」を名乗り始める。シラーセが言うには、HAHAKOは「MMMMMORPG（仮）」のメイン・システムが「母親」になりたいという憧れから真々子を模倣して生み出した存在だという。今や真々子はこの世界の有名人。HAHAKOは真々子を理想の母親としてエミュレートし、「母親」になるため子供を欲していた。
そして迎えた決勝戦。真人たちはアマンテ、ソレラの妨害を阻止するべく会場の外で迎え撃つ。ワイズたちは子守りを経験したことで少なからず「母親」に近づいたことで新たな力を引き出していた。真人もまた真々子の役に立ちたいという想いから召喚獣を呼び出すに至り、モンスターの軍勢を駆逐していった。そんな中、始まった決勝戦は「戦闘」というルールで行われていた。HAHAKOの猛攻の前に会場が崩壊の予兆を見せたため、真人はワイズたちに場を任せ、真々子のもとへ向かった。一方、ワイズはアマンテと、メディはソレラと対決。ワイズは思いつきで反射魔法を使い、アマンテが反射した魔法をさらに反射するという奇策で反射能力を破る。メディもまた最強のデバフを立て続けにかけられるが、「優秀であること」を母親に植え付けられていたため、「能力の低下＝優秀ではなくなる」ことからフラストレーションが溜まり、それによって凄まじいダークパワーを生み出しデバフを無効化。ワイズとメディはそれぞれ優位に戦いを進める。
一方、HAHAKOは真々子の仕草から能力まで完璧に模倣し、その力を以て一方的に真々子を追い詰めていた。真人が駆けつけた際には、HAHAKOは「大好真々子は最強だり、最強である自分が真人の母親」と主張。しかし、真々子から「子供と積み重ねたものがない」ことを指摘され暴走。HAHAKOは周囲の子供たちを洗脳することで我が子として迎え、「母親」になろうとする。出場者の母親たちは一致団結してそれを阻止に回る。必死で「母親」になろうとするHAHAKOの姿を見た真々子と真人は、攻撃して倒すのではなく説得を決意。真々子が持っていた母子手帳は二振りの剣に変化し、真々子は親の剣ジェニトーレと子の剣フィーリオを手にし、奥義「お母さんとマー君のメモリアル・エイ」を放つ。それは敵を倒すための力ではなく、波動に乗せた「母子の想い出」を伝えるものだった。真々子と真人の想い出を垣間見たHAHAKOは、ついに自分が母親ではないことを認め戦意喪失。真々子から「いつか本当の母親になれる日が来る」と励まされ、姿を消した。そしてHAHAKOは、母親になるために子供の姿を探し求めた。
アマンテとソレラは騒動に乗じて撤退し、去り行くHAHAKOの姿を見送る。リベーレを束ねるマスターからの言葉により、「ポータに手を出さなければ捨て置いて構わない」と指示を受けた。マスターがポータに固執する理由について「身内だからではないか」と推測する。そして戦力増強のため、四天王の3人目と合流するべくその場を後にした。
一方、真人はこれまでの活躍により他のお母さんたちから人気になり、ちやほれされていた。いずれも「息子にしたい」という母親たち。そんな真人にやきもちを焼いた真々子は【母のやきもち】を炸裂させ、真人にキスを要求。真人は仕方なく母の頬にキスをする。実は仲間たちがこっそり覗き見しており、真人がそのことに気づいて発狂するまで秒読みとなっていたりする。
6巻（短編集+書下ろし）
真々子との会話により真人はこれまでの冒険の軌跡を思い返す。ワイズ、ポータと出会ったころに戦ったゴブリンたち、メディを仲間にした後に行った真々子の一日教師。いずれも真々子の母性と実力を知らしめる結果になったため、真人としては面白くない内容だった。
そんな中、特売のためカーサーン王国の首都へ戻った一行はシラーセからの頼みで母子問題のサポートを担当することになり、「お母さん屋」を開店することになった。カーサーンの女王ジョオー・オブ・カーサーン、王子オウジ・オブ・カーサーンと立て続けに王族の依頼をこなしていると、一般家庭の母リーネから娘モーネの過剰な甘えをどうにかしてほしいと頼まれる。ワイズ、メディが説得に乗り出すが失敗。脇腹をくすぐられて失神してしまう。そこで真人がリーネの気持ちを代弁し、いつまでも母離れできないと自立を妨げることになると説得する。こうしてモーネは母に甘えることを控えるようになったが、「甘え」が枯渇するとブラックホール化し、周囲のものを手当たり次第引き寄せ破壊してしまう体質の持ち主だった。実はモーネの正体は魔神マムモーネといい、本来なら最強の敵キャラとして実装されるはずだったが、ストーリーの製作に遅延が生じたため一般家庭の娘として固着された。モーネは真人に甘えることで衝動を鎮めた。以後、モーネは真人に好意を覚え「真人君の彼女」を自称するようになった。
その後、モーネに店を任せていたところ、真人たちは多数の客でごった返す様を目撃する。これはリベーレ側の策謀だった。お母さん屋の話を聞きつけたアマンテは、事前に「悩みを解決できなかったら大好真々子は母親をやめる」というビラを町中に撒いていた。それを知った真人たちは、リベーレの陰謀を叩き潰した上で完全勝利すると意気込み始める。すると、今度は運営側の人間から依頼を受けることになった。依頼人は「MMMMMORPG（仮）」のデザイン担当のイラストレーター・鈴谷里香だった。母である鈴谷加奈子を無理やり連れてきてゲームにダイブしてきていた。そこまでしてここへ来た目的は、自分が描いた理想の王子様と結ばれることにあった。こうして巻き込まれた真人たちは、里香が幸せになれるようにサポートすることになった。オウジ（王子）に相談したところ、オウジ自身は戸惑いながらも乗り気であったが、女王が認めないという。しかし真々子のスキルによりあっさりと陥落し、お見合いパーティを開くからその場で話し合うように譲歩される。
しかし、肝心の里香がいざ王子と対面すると緊張してしまい、何も言えなくなってしまった。見咎めた加奈子は娘の背中を押し、二人を引き合わせるのに一役買った。実はオウジは、造物主である里香を女神のように愛していた。加奈子もいい歳して夢見る乙女を続けていた娘に呆れていたものの、自身も若いころは同じ夢を見ていたと本心を語る。内心では娘に嫉妬していたが、真々子から「子の幸せを願うのは母親だから」と告げられたことで素直に娘の幸福を願うようになっていた。
こうして晴れて両想いであることが判明し、お見合いパーティは成功に終わった。しかし、まだ一つだけ問題が残っていた。王族が結ばれるには「試練」を乗り越える必要がある。真人たちは里香とオウジの護衛として王城の地下ダンジョンへ足を踏み込む。そこでは「試練」という名の粘土人形が待っていた。彼が提示したのは人とNPCという次元の壁を乗り越えること。オウジとモーネ、里香と真人。両者を隔てる壁は「一般的な共通認識として倫理的にも超えてはならない一線」であり、如何なる力を以ってしても壊すことはできなかった。しかし、真々子が母親特殊スキル【母の後押し】を用いたことで真人と里香はあっさりと次元の壁を越えてしまった。これは、加奈子が娘の背中を押したことをヒントに真々子が会得した新スキルであった。試練を乗り越えたことでオウジと里香は正式に婚姻が決定し、ジョオーは母として二人の仲を後押しし続けると誓った。
そして迎えた結婚式当日。滞りなく進行するウェディングセレモニーだったが、誓いのキスを交わすというところでアマンテとソレラが乱入。結婚式をぶち壊しにすることで真々子の転落を計っていたが、実はこれは二人を誘き出すための偽装結婚式だった。まんまと罠に掛かった二人は真人の思わぬ成長に苦戦を強いられ、撤退を計るもそれを見越していた真人に阻止されてしまった。最後は真々子の「めっ」によって空の彼方まで吹き飛ばされてしまうのであった。
しぶとく生き延びたアマンテとソレラだが、今度はHAHAKOに追い回されることになった。HAHAKOはシラーセから「母親のいない子供を探してみては」とアドバイスを受けており、二人に子供がいないと知ると母親になると申し出てきた。母親の存在を否定するアマンテとソレラ、母親になりたいHAHAKOの鬼ごっこはまったく終わりそうになかった。
7巻
MMMMMORPG（仮）の世界に新たなるワールド「ゴボドーランド」が実装された。今までは東京サーバーを用いていたが、このゴボドーランドは新設された愛知サーバーに実装された自然の楽園。早速向かった真人たちは、そこで獣人たちに捕まり歓迎イベントに強制参加させられてしまう。クリア特典として各々が武装を手に入れる中、真々子はリゾートへの参加券を獲得。一行は飛空艇を用いてリゾート地へと向かう。しかしここでトラブルが起きた。ワイズとメディの悪ふざけで操舵輪が壊れ、さらに横風に煽られて船体が傾き墜落。一行は無人島へと投げ出されてしまった。しかもアイテム類が入ったポータのバッグまで紛失してしまい、真人たちは丸腰のまま未開のジャングルで過ごすことに。
しかしそこはチート持ちの真々子。武器がなくとも母なる大地と大海の力で次々と島内を改造し、リゾートに作り変えてしまった。だがこの島にはある秘密があり、それを守るためにアマンテとソレラは真人たちを追い払おうとする。数々の策を弄したもののすべて失敗に終わり、真々子たち女性陣は敵の存在に気づくことなくリゾートを満喫する。一方、母親との差を見せつけられた真人は力不足を痛感していた。そんな時一人の少年と出会う。彼の名はフラテロ。巨体を誇る角カエルも一撃で吹っ飛ばす力の持ち主だった。二人は幾度となく遭遇し、そのたびに友情を深めていった。
真々子一行の様子を窺っていたアマンテとソレラは、リゾート開発に巻き込まれいつのまにか蔦に絡まって戦闘不能となっていた。そこを見つけたワイズ、メディらにお仕置きされそうになるが、突如現れた「四天王の三人目」フラテロによって阻止される。しかもこの時のフラテロは、真人と話した時とは別人のように冷酷な口調であった。彼は真々子を一撃で吹き飛ばしてしまうという規格外の「力」を見せつけ、一行が呆気にとられている間にアマンテとソレラを助け出し姿を消した。幸か不幸か、単独行動をとっていた真人はフラテロのもう一つの顔を知ることはなかった。
その後、真人たちの武具がアマンテらの手に渡ってしまう。それを知ったシラーセは二人を騙してビーチバレー対決に引き込み、ワイズ、メディの両名と試合をさせる。その間にバッグはポータの手に渡った。しかし試合自体はワイズたちの劣勢となり、危ういところで真々子が参戦する。だが武器がないため母親の力が上手く使えず、リゾート開発の疲労により本調子と言えない状態だった。真々子が追い詰められる中、窮地に駆け付けたのはHAHAKOだった。彼女の参戦で形勢は逆転され、魔法を用いたビーチバレー対決に敗れたアマンテ、ソレラは戦闘不能となった。
試合後、一行はシラーセの口から実はこの無人島にはリベーレのアジトがあるということを聞かされる。アマンテたちはこの秘密を守るために真々子らを追い払おうとしていた。しかもマスターなる人物の力によって母親の力が阻害されているという。一方、真人はフラテロから「力」の使い方を伝授してもらえることになり、パワーアップの予感にそわそわしていた。しかし、フラテロの正体はリベーレ四天王の一人「母脅のフラテロ」だった。しかも男ではなく女の子であった。彼女は「女」を侮蔑しており、真人の前では男を名乗っていた。真人がフラテロの正体に気づいた時には、既にリベーレのアジトに案内された後であった。騙されたと思った真人だが、フラテロも真人の正体は知らず本心から力を伝授させようとここに連れてきたことが判明する。そこへアマンテとソレラが現れ、異次元の牢獄に幽閉された真々子たちの姿を見せる。真々子たちは真人の後をつけたことでリベーレのアジトに入り込んでしまい、強制転移によって「THE END OF 母（Eternal Housework Edition）」という異次元の部屋に飛ばされていた。だが真々子は自力で罠を破って脱出。罠の調子を見に部屋に入ったアマンテとソレラがうっかり閉じ込められることとなった。残されたフラテロは真々子と対決するが、彼女の力の正体は「母親に対する攻撃力アップ」。つまり「母を傷つけるための力」だった。吹き飛ばされた真々子は新たなる罠に掛かり、ワイズとメディと共に隔離されてしまった。母親を傷つけられたことで怒りが爆発した真人はフラテロと対決する。「母を傷つけるために戦う」フラテロの前に苦戦を強いられるも「母を守るための想い」によってフィルマメントの力を解放し、一騎討ちに勝利した。直後、リベーレのマスターなる人物が真人たちに声を届けてきた。真々子たちに計画を邪魔された怒り、失態続きの四天王に対する失望。これらの想いからマスターは無人島を鎮め、真人たちを葬ろうとする。そこへ駆けつけたHAHAKOによって四天王は救出され、一行は真々子の力で作り上げた「船」に乗って脱出しようとする。しかし、弱った真々子では思うようにいかず失敗に終わる。というところで真人のフィルマメントがより強い力を解放し、島内の人たちを船へと引き込み、一行は無人島を脱出した。大活躍を果たした真人だが、「母親に関連したこと」でなければ力を使えないことを知って愕然とする。
無人島が消えた後、HAHAKOに助け出されたアマンテ、ソレラ、フラテロは、自分たちがマスターに切り捨てられたという事実を受け入れられないでいた。そんな彼女たちを見捨てないとHAHAKOは抱きしめ、嫌がる3人はマスターに助けを求めるが声が返ることはなかった。
8巻
ある日、お母さん屋に不可思議な依頼が殺到した。子供が急に大人びた態度を取るようになる、母親の存在や介入を否定するような言動を見せるようになったという。真人たちが調べたところ、それはリベーレが配ったバッジの効果であることが判明。一行はバッジの回収に向けて動き出す。そんな中、ポータは冒険者ギルドに出回っていた手配書を見て驚愕。そこに描かれていたのは、紛れもなく自分の母親であった。ポータは母が持たせてくれた防犯ブザーを用いて呼び出そうとしたが、現れたのはリベーレ四天王の3人だった。実はポータの母・堀田佐央里は、「MMMMMORPG（仮）」のプロデューサーを務める一方で、冥母ハハーデスと名乗ってリベーレを組織していた。彼女が指名手配されたのも、運営側に悪事が露見し「MMMMMORPG（仮）」の世界に逃げ込んだからであった。ポータは母を守るべく四天王の一員に加わることを決意。真人たちと袂を分かった。だが母を一心に思うポータの気持ちは冥母に届くことはなく、冷遇をされる扱いを受けてしまう。
真人たちは四天王の3人からポータの離反を聞き、連れ戻すべくHAHAKOの導きによってハハーデスの城へと乗り込んだ。だがHAHAKOはハハーデスの「プロデューサー権限」によって束縛され、真々子はトラップによってお母さん屋へと飛ばされてしまった。
一方、四天王の3人はハハーデスにアジトを沈めた一件について詰問していた。返って来た答えが誠意のない謝罪と中身のない言いわけだったため、3人は反意を抱く。だがハハーデスのスキル「下取（トレイディンヌ）」によってそれぞれのチート能力を奪い取られてしまう。
真人、ワイズ、メディの3人の前にポータの罠が立ちはだかる。一行はこれを打ち破り、ポータとの戦いを得て話し合う機会を持つことに成功。真人は、母を想うポータの気持ちを尊重することを告げ、和解の手を伸ばす。それを受けたポータは、もう一度母に会って自分の気持ちを伝えることを決意する。
一方、HAHAKOはハハーデスと対面していた。そこでHAHAKOは「親がいなくても子は育つ」と告げられ、自らの存在意義に疑問を抱いてしまう。ハハーデスは、戦意を失ったHAHAKOを置き去りにしてその場を立ち去った。今やリベーレのバッジは「MMMMMORPG（仮）」の各地に配られ、世界規模で影響を与えるほどになっていた。すべてはハハーデスの狙い通りに進行していた。
お母さん屋に戻った真々子は、シラーセと合流していた。そこで聞かされたのは、世界各地で大地や海が陥没するという怪現象だった。実はHAHAKOの負の感情が「MMMMMORPG（仮）」という一つの世界に影響を与え、異常な現象を起こしていた。この事実を知らないシラーセは、バッジによって豹変した子供たちに、母親が拒絶されたのが原因だと推測する。そんな折、運営側から二人の助っ人が真々子たちの前に現れた。ハハーデスを捕縛する協力者としてやってきた和乃とメディママである。そこでシラーセは、ジョオーの協力のもとアイドルユニット「OKA3」を結成。真々子を一号、和乃を二号、メディママを三号に据え、自らは白瀬Pを名乗り、親離れした子供たちの心を戻すことで世界を救おうとする。そして真々子、和乃、メディママは世界を救うついでに子供たちに会いに行こうとしていた。
ママン村では温泉が冷え切ってしまうという事態に見舞われていたが和乃の活躍によって元に戻った。ジョコ・アカデミアでは反乱を起こした子供たちによって教師が追い出されたが、メディママの機転によって解決。最後に訪れたソロゴロシの塔でも若手冒険者たちによる暴動が起こっていたが、ポッチたちの協力によって最上階で願い事を叶えることができた。それはOKA3のライブ配信を全世界に送るというものだった。世界中に届いた3人の母の歌は、子供たちを呪縛から解放し母子の絆を取り戻させた。そしてその絆が起こした奇跡によってハハーデスの城への道が開かれた。
城の前に佇んでいたHAHAKOは、真々子たちに「親はいなくても子は育つ」ことについて問うた。その質問をあっさりと肯定した真々子たちだが、子供たちに会いたいという素直な気持ちをHAHAKOに語る。母親という存在がどういうものか知ったHAHAKOは迷いを捨て、再び真々子たちに協力する。
その頃、真人たちはハハーデスの玉座に辿り着いていた。ポータは母を愛する想いを伝えるが拒否され戦いとなる。ハハーデスはモンスタークリエイションによって無数の武器を結合させ、ブグノアシュラを創造。自らはその中に引きこもり、真人たちに襲い掛かる。強大な力の前に劣勢を強いられる真人たちだが、各々の力を合わせた結果、ブグノアシュラを撃破。ハハーデスを引きずり出した。そこでようやくハハーデスは、自らの本心を吐露した。プロデューサーとしての仕事が忙しく娘と接する時間が持てないこと、そんな自分を無様な母親と考えていたこと、そして「MMMMMORPG（仮）」の世界で「一緒に冒険する母子」に嫉妬していたことを明かした。リベーレを組織したのもそういった感情からだった。行き場のない負の感情は増大し、今や目的は、自らを含めた「母親」という存在を消し去り子供たちだけで幸せに生きられる世界の実現へと変わっていた。そこまで語り、自暴自棄になったハハーデスは毒薬を煽って自ら命を断とうとする。だが合流した真々子たちとポータによって救われ、真々子から「子がいなければ親は育たない」と諭される。ポータもまた今度は自分が母を育てると宣言。堀田佐央里とその娘・堀田萌子は一から母子関係をスタートさせることとなった。
ハハーデスを暴走させたのは「母子」という関係そのものだったが、そんな彼女を改心させたのも「母子」であった。
こうしてリベーレは事実上崩壊。「MMMMMORPG（仮）」の世界は正常化した。だが、戦いはまだ終わっていなかった。アマンテ、ソレラ、フラテロの3人は既にハハーデスを見限っており、自分たちの力で真人たちとの決着を考えていた。真人を呼び出したアマンテは、母親に抗うものとして最終決戦を挑むことを宣言した。
9巻
というのは方便で、ハハーデスにチート能力を奪われたアマンテたちに勝ち目などなく、ただ自暴自棄になって真人に突っかかって来ただけであった。拍子抜けした真人を差し置いて、アマンテたちはそのまま真々子たちと共にカーサーンの街で暮らし始める。そんな中、ハハーデスの口からアマンテたちの正体が語られた。アマンテ、ソレラ、フラテロの3人は元々ボツになったNPCだったが、ハハーデスがリデザインしてポータの護衛として実装を決定させる。だがストレスが爆発したことで「反抗期の子供のデータ」を植え付け、世界から母親を排除する刺客として世に放ったのだった。「生みの親」であるハハーデスとしては罪悪感を感じずにはいられず、だがアマンテたちと向き合うこともできずにいた。
一行はアマンテたちとHAHAKOを本当の母子にしようと尽力する。そこでクリスマスのゲーム内イベントを利用しようとするが、シラーセの罠によって真人と四天王の3人は赤ちゃんの姿となってしまう。真人は真々子にあやされ、HAHAKOもまた周囲の協力を得ながら三児の母親として経験を重ねていった。そんな中、甘え成分を欠如したモーネが暴走、魔神マムモーネとして覚醒してしまう。
子供たちに配るはずだったプレゼントをすべて奪われ、洗脳されたワイズ、メディ、ポータが真人と四天王に襲い掛かる。チームプレイでこれを攻略し、どうにか仲間たちを正気に戻す。しかし、今度は真々子とHAHAKOがマムモーネの手に落ちてしまう。マムモーネは世界中から「甘いもの」を集め、ダンジョンにコレクションとして並べていた。
真人たちと四天王の3人は手を組み、母親たちの救出へと向かう。道中、自身の姿を反映した分身に行く手を遮られるが、彼らは敵ではなく「甘えを受け入れられるか判定するための試練」であった。ワイズは傍若無人なママを許してしまう甘さを、メディはお母様に頼りながらも不満を溜め込んでしまったことに対する甘えをそれぞれ語り、試練を乗り越えた。
最深部にて待ち受けていたのは、真々子とHAHAKOを洗脳した魔神マムモーネであった。無敵状態に加え圧倒的な戦闘力を持つマムモーネになすすべもなく蹂躙される真人たち。しかし、魔神のパワーを引き上げているのが真々子とHAHAKOから供給される甘え成分にあるとポータが看破する。真人は真々子に攻撃されながらも、自分の中にある感情と向き合えず八つ当たりしていたことを語り、真々子ならきっと許してくれると甘えていたことを告げた。苦い思い出は過去のこととして乗り越え、母親に対する素直な言葉な甘えは真々子の洗脳を解かせたのであった。
一方、アマンテはHAHAKOを助けようと戦うソレラとフラテロを見て複雑な感情に駆られていた。理由はどうあれ、自分たちが犯した罪は消えない。そんな自分たちをHAHAKOが本当に許し、受け入れてくれるかもわからない。真人たちとは違い、母親と子供を繋ぐものもない。その場に佇むだけのアマンテだったが、HAHAKOが持つ母子手帳からこれまでの想い出が反映されたことに気づき、迷いを氷解。母子の絆が生み出した子の剣フィーリオを手に取り、魔神マムモーネを倒したのだった。
魔神から天使へと生まれ変わったモーネだが、実は「そういうテンション」になっていただけで魔神になっても人格はモーネのままだったという。モーネは罪滅ぼしとしてクリスマスツリーの飾りをやらされることとなった。
こうして戦いは終わり、HAHAKOと四天王は本当の意味で母子となった。生みの親であるハハーデスに対しても四天王たちは「恨んでいない」と告げ、その罪悪感を氷解させた。その後、HAHAKOたちは人知れず去ろうとするが、見咎めた真人たちに連れ戻され、共に聖夜を過ごした。彼女たちが母子同伴の旅に出るのは、もうしばらく時間が掛かりそうだった。
一方その頃、シラーセとハハーデスは、正式サービス化に向けた最後のβテストについて相談していた。ハハーデスが手にするタブレットには、【魔王降臨】の文字が刻まれていた。
10巻（短編集+書下ろし）
リベーレとの一件が収束しても真人たちの冒険は終わらなかった。立ち寄った宿場町で母娘の諍いに首を突っ込んだり、真人と真々子の姿が入れ替わってしまったり、運営のプロモーションビデオの作成に協力させられたりと慌ただしく日々を過ごす一行。
そんな中、カーサーンの街に黒い影の怪物たちが跋扈するという事件が起きる。手当たり次第に破壊を続ける怪物たちは、攻撃を一切受け付けない。そこへホークと名乗る美形の少年剣士が真人たちに加勢。怪物たちが姿を消した後、真人たちはホークを伴って調査に向かう。なぜかホークは、昔から真人を知っているかのような言動を見せ、真人の成長を「父親のように」感動するということを繰り返していた。やがて真人たちは、怪物たちの正体に行きつく。それは母親によってオモチャを捨てられた子供たちの負の感情が具現したものだった。そのため攻撃に分類される手段では倒すことができず、負の感情を浄化させる必要があった。そこで真々子のスキル「母の再生」の力によって、怪物たちは浄化・転生し、元のおもちゃへと戻されたのだった。真人たちと別れたホークは密かにシラーセと接触する。ホークの正体は大好隼人。このゲームの運営に携わる経営コンサルタントであった。彼は息子の成長を通してこのゲームにはそれだけの価値があると判断。自ら魔王となって息子への試練として立ちはだかることを表明した。
11巻（最終巻）
勇者だけが入れるという天空の遺跡に入ろうとした真人たちだが、バグによってすべての人間の職業がリセットされてしまったため入場できなかった。改めて職業を決定させるべくシラーセの案内を受け、真人は会場でホークと再会する。ホークは転職によって魔王となり、「魔王隼人」として、父親としての本来の姿を晒す。困惑する真人だが、父親が「MMMMMORPG（仮）」の上層部として経営に加わっていたことを聞かされ納得する。
その後、魔王隼人は運営の刺客として真人に勝負を申し込む。手始めにNPCたちの記憶をリセットし、真人たちに関するすべての思い出を消し去った。ゼロからの人間関係で真人がどこまで頑張れるか見るためだという。真人は魔王隼人に言われるままギルドから依頼を受けようとするが、受付嬢は見た目だけで真人を素人と判断して小間使いのような仕事しか回さない。一方、魔王隼人はあふれる大人のオーラによって信頼を得、高難易度の依頼を回されていた。ワイズたち仲間も真人一人で頑張るべきだと考え、手を貸そうとはしなかった。父との差に当初は腹が立った真人だが、精一杯の見栄を張って不平不満を抑え、与えられた仕事を黙々とこなしていった。その姿に「手伝ってあげたい」と思ったワイズたちは再び仲間として真人に合流するのだった。
相変わらず依頼は難易度の低いものしか回してもらえなかったが、真人は次第に「将来の自分」を意識するようになる。「MMMMMORPG（仮）」から飛び立って大人としての未来を歩む。今までぼんやりとしたものだったそのビジョンが明確に形になりつつあった。そこで真人は、せめて身だしなみを整えて受付嬢と会うことを考え、真々子からもらったネクタイをつけてもらうことに。少なからず変化した真人の勢いに気圧された受付嬢は、ノリに乗って大げさに驚き、真人を見直すのだった。しかし回された依頼そのものは、やはり低難易度であった。
真人は密かに魔王隼人からキャバクラに誘われ、大人の悪い遊びを教えてもらうこととなった。一度目は地獄耳の真々子に聞かれ阻止されたが、二度目は真々子を騙してオカンヤーデに赴き、夜遊びにこぎつけた。ところが登場したホステスは、和乃やメディママといった仲間たちのお母さんであった。カジノでスって借金を抱えてしまい、支配人が経営するキャバクラで働くことになってしまったという。和乃にからかわれた、悪酔いしたメディママに絡まれたり、真人は美人なお母さんたちの魅力に翻弄される。だが今のオカンヤーデは、真々子の提案によって「母子のどちらかが遊んでいると片方が召喚されて顔を合わせる（説教をされて遊びをやめる）」というシステムになっていた。真人がそのことに気づいた瞬間、ワイズたちが現れて窮地に陥る。母親たちも言いわけご無用な状況にたじたじ。その時、魔王隼人によって母親たちは連れ去られ、真人だけ置き去りにされるのだった。
罰として真人は恒例の入浴会議の場で仲間たちの背中を流すこととなった。実は彼女たちは、父に挑む真人の真剣さに感心しながらも放置されたことで寂しさを抱いていたのだ。翌日、真人たちは魔王隼人の導きにより古代文明都市を乗せた天空の船へと足を踏み入れる。その中核を担う中央庁舎「シェントラーレ」を息子勇者と魔王の決戦の場とした。道中仲間たちの母親が現れ、ワイズは和乃とプロレスによるコミュニケーションをとってから超絶極大魔法を学び、メディはメディママからダークパワーの裏に隠された力の引き出し方を伝授される。ワイズとメディが授かった新たな力は、真人にとって最後の障害となる「最強の母親」に対抗するための手段であった。
そのことを知らず仲間たちと別れた真人は、空中庭園にて魔王隼人と対峙。父親超えを懸けた一騎討ちを繰り広げる。魔王隼人の力は圧倒的だったが、真人はズタボロになりながらも執念で立ち向かい、お互いの武器が砕け散ったことで引き分けとなった。勝負の続きは父親の提案により「お互いの生き様」で続行することとなった。父と子のように守る守られる関係ではなく、男と男として張り合って生きる。それが魔王隼人が息子勇者に求める絆の形であった。
実はこれらの仕込みはすべて真人に対する最終テストであった。政府としては子供がゲーム依存症になるようなものをリリースするわけにはいかず、真人が自分の意志で「MMMMMORPG（仮）」から飛び立てるか試していたのだ。既に親子関係が改善された真人たちには、「MMMMMORPG（仮）」が正式に稼働しても参加資格はない。それでもゲームをクリアするのかと問うシラーセに対し、真人は迷いなく「前に進むと決めた」と答える。後は天空の遺跡に安置された転送装置で現実世界に戻るだけ。
ところが真人の巣立ちを望まない者が一人いた。その想いは大地と海のエネルギーを用いて巨大な両腕を象り、船ごと真人を捕まえようとしていた。その元凶となっているのが真々子であった。真々子は真人が現実世界に戻ることによって「MMMMMORPG（仮）」内で築いた仲良し親子の関係が変わってしまうことを危惧していたのだ。
そのことに気づいていたシラーセと魔王隼人は、真人を試す一方で母親たちに事情を説明して協力を取り付けていた。HAHAKOと四天王もまた援護に加わり、大地と海の腕の迎撃に回っていた。自分が異変を起こしていると自覚した真々子だが気持ちを抑えることはできず、真人がゲームクリアを口にした瞬間、本気の勝負を挑む。究極の母親スキル【母の三位一体】によって巨人メガ真々子と化し、船ごと息子を捕まえようとする。こうして真人の将来を懸けた母子の追いかけっこが始まった。
母親たちの助力によりどうにかメガ真々子を足止めし、真人たちと四天王は天空の遺跡まで辿り着く。そこへ真々子の分身が追ってきたため四天王の3人が残ることとなった。3人ともこれが最後の別れだとわかっており、真人に対する感謝とさよならを告げた。内部では記憶を取り戻したモーネを始めにこれまでの冒険で出会った人たちが待っていた。彼女たちは声を揃えて「この世界で冒険してくれてありがとう！」と真人たちに感謝を示すのだった。
盛大な見送りに涙する真人だが、直後、メガ真々子が空間を切り裂いて現れる。すかさずポータのマスコットが巨大化してメガ真々子の両足を押さえるが、双翼を生やした第二形態に変身。空を飛んで真人に迫る。その時、ワイズとメディが母親から学んだ同時攻撃を放ち双翼を消失させる。再びマスコットに押さえ込まれたメガ真々子だが、今度は元サイズに戻りテラディマドレとアルトゥーラをリボン状に変化させた最終形態に移行。瞬く間に真人に追いつく。そして大地と海のリボンで真人を捕らえようとするが、真人はカウンターとしてカーネーションの花束を差し出す。そして「俺は腹が減った。家に帰って、母さんの飯を食いたい」と告げた。最愛の息子にそう言われては母として答えないわけにもいかず、続けてワイズたちからもご飯をリクエストされ、これまでに築いた関係性は現実世界に戻っても変わらないと真々子は納得する。和解した母子たちは転送装置の温かな光に包まれ、「MMMMMORPG（仮）」の世界を後にするのだった。
ゲームクリアから一ヶ月後。「MMMMMORPG（仮）」は正式に稼働し、「MMMMMORPG（正式）」として世間に知られていた。真人たちは大好家にて再会を祝したパーティーを開こうと準備を進め、下校中の真人をポータが迎え、スーパーでアルバイト中のワイズをメディが迎え、四者は久しぶりに顔を合わせる。メディの本名が「愛莉瀬（えりーぜ）」だと知ってからかうワイズと、ダークパワーを発揮してキレる寸前のメディ。現実世界でも彼らの関係性は変わらず続いていた。一行は大好家に入るが、先に来ているはずの母親たちの姿がなく、シラーセだけが優雅に佇んでいた。実は社会の闇をテーマにした続編の製作が決定し、母親たちはテスターとしていち早く「謎技術フルダイブ型オンラインゲーム」の世界に身を投じていたのだ。そのことを知った真人たちもゲーム世界へと足を踏み入れ、再び母親同伴の冒険が始まろうとしていた。

## 世界設定
時は20XX年。本作は内閣府が運営するオンラインゲーム「MMMMMORPG（仮）（ママの 、ママによる、ママのための、ママと、息子がもしくは娘が、大いに仲良くなるためのRPG）」を舞台としており、主人公たちはテスターとして不可思議な技術によりゲーム内に身体ごと転送のような形で入り込む。テスターは母親同伴で冒険することになるが、これはタイトルが指す通りに当ゲームを通じて母親と子供を仲良くさせる目的のために組み込まれた。タイトルが仮称である通り、ゲーム自体は未完成であり一般公開されていない（クローズドベータテスト）ため、テスターは内閣府が定めたとある内容を元に選出した。
運営側では内閣府のメインサーバーに加え、47都道府県が管理運営する地方サーバーが連結することで一つの世界を形作るという計画を立てている。6巻までは東京サーバーのみだったが7巻からは愛知サーバーが実装された。ゲームの中に入り込めるという特性上、緊急避難先として応用が利かせられると考えられている。主な運営は内閣府によるものだが、経営コンサルタントなども支援者として運営に口を出せる立場にある。この関係上、「母子関係の修復」だけではなく企業間での利益が絡んでくる。
ゲームはいわゆる剣と魔法のファンタジーであり、モンスターとの戦闘によりレベルを上げたりお金を稼いだり、キャラクター固有のスキルなどが存在する。怪我をすれば出血したりするがあくまで演出であり、死亡したとしても棺桶に入れられるだけであって実際に死ぬことはなく、蘇生魔法ですぐに復活できる。また「想いの強さ」がそのまま力になることが確認されており、新たな力やスキルに目覚めることがある。特に「母親」としての想いが強ければ強いほどゲーム内の常識を覆すほどの力を行使できる。娘であっても心構えが「母親」に近づくことで同様の現象が起こせる。ゲーム内には多数のNPC（ノンプレイヤーキャラクター）が存在するが、これは実際の人間とまごうほど個性豊かで、会話も可能となっている。ただし「テキストにない台詞は言えない」とのこと。また自分がNPCであることを知っているのが大半で、メタ発言を平然と行う者もいる。アニメ版では住民の顔が少なからずアスキーアートで描かれており、「開発が追いついていない」ことが説明されている。
ゲーム自体は運営からある程度の権利を委譲された「メイン・システム」が管理しており、天候の変化から時期に応じた草木の成長など「実際の世界らしく存在させるため」の処置を行っている。リアルマネーは使用できず、ゲーム内通貨「マム」で支払うことになる。大体1マムで1円。マムはモンスターを倒すと手に入る「ジェム」という物体をギルドで換金することで得られる。
他のテスターに対する攻撃はPK（プレイヤーキル）と判断されることもあり、その場合は運営によって牢屋送りにされるという罰則も存在する。特に悪質な場合はゲームへの参加権が失効となり、強制ログアウト（現実世界へと戻す）という処置を取られる。なお、ダメージを受けた場合の身体的影響は曖昧に描写されている。
クエストの達成などで手に入れた報酬は、現実世界でも使える場合がある。温泉宿の無料宿泊券などが該当。

### 登場した舞台
転送宮殿
真人たちが最初に降り立った場所。王様が大まかな説明とクラスの決定などを行い、テスターへの特典（やる気を出させるための釣り餌）として強力な武器を授けてくれる。
カーサーン王都（カーサーンの街）
宮殿を抜けた先にある始まりの大地。白亜の壁に彩られた美しい都市で、街中には冒険者ギルドが存在する。基本的にはここで仲間を集うが、登録された人間の大半がNPCである（稀にテスターもいる）。6巻の短編ではシラーセの頼みにより、真人たちは首都内に「お母さん屋」という母子問題の相談所を開店することとなった。
短編ではしばしば舞台として登場する。
10巻終盤では無数の謎の影が出現し、事件解決のため真人たちが調査することになった。
カーサーンの城
6巻中盤の舞台。女王であるジョオー・オブ・カーサーンとその息子である王子がいる王城。
運命の赤いダンジョン
6巻終盤の舞台。カーサーンの城の地下にあるダンジョン。王族とその護衛以外誰も立ち入ることはできない。部外者が無理に入ろうとしても不思議な力で防がれてしまう。王族とその婚約者が二人で挑む試練であり、内部に潜む「試練」を乗り越えることで初めて結婚が許される。
ママン村
1巻終盤の舞台。森に囲まれた村で温泉がある。村長の家は旅温泉旅館も行っている。温泉「ママンの乳湯」と「ママンのミルク」がある。夜の女帝から美少年たちを要求されて困っていた。
六面体の空間（チートツールのプログラム内）
1巻に登場。夜の女帝はここで「願う」ことで様々な力を与えられていた。正体は、何者かが外部から送りつけてきたチートツールのプログラムだという。
ママン村近郊の森
1巻の決戦の舞台。夜の女帝はこの一角を根城としていた。
オヤクソク湿原
10巻で訪れた地名の一つ。カーサーン王都から最寄りの街の近くにある広大な湿地帯。迷路のように渡された木道を歩いて進む。ボスとして巨大スライムが存在する。
学園都市ハハウェ
2巻で語られた都市の一つ。舞台になるのは都市そのものではなく学園の方となる。
ジョコ・アカデミア
2巻の舞台の一つ。ハハウェの中央に位置する学園。シラーセ曰く「ゲームとはいえ子供が生活する場に学習施設がないのはおかしい」という保護者クレーマーを黙らせるために急造されたという。とはいえ急造されたものなので開発が追いつかず、教師も生徒も多くがNPCで顔はアスキーアート。しかも学園内部にはいきなり即死するバグまである。学園長NPCが実装されていないためシラーセが「シラッセ」と名乗って学園長代理を兼任していた。6巻では真々子がゴッツイ先生の代役として担任を務めた。
8巻では実装も大分進んでおり、生徒や教師の数も増えている。顔は相変わらずアスキーアートだが、生徒の中には普通の容姿と思しき個体も見られた。
高台の塔
2巻の決戦の舞台。人間が神の領域に至るために建てた、という設定の塔。作中ではジョコ・アカデミアの生徒たちが宿泊するための施設として登場した。すぐに壊されるのを前提に造ったことから「バベられる前に宿泊できるのはラッキー」だという。なお、「バベる」というのは「バベルの塔よろしく破壊される」ことを指すという。真人たちは飛行船で移動しているため正確な地名は不明。
アニメ版では学園が決戦の場になったため登場していない。
チャンカー
3巻の舞台。海辺に築かれた町。三日月上に湾曲した海岸線に建物が立ち並んでいる。港も併設されているらしく、真っ白な帆を張った船が行き交う光景が見られる。
ソロゴロシの塔
3巻の決戦の舞台。チャンカーから大桟橋を渡った先にある新築タワーダンジョン。名前の意味は「ソロでは不可能」。大人数での攻略を前提とした大規模なダンジョンであり、全100層。最上階に到達すれば、あらゆる願いを制限付きで一度だけ叶えられる。一度願いを叶えた後は、クールタイムを得て再び願いがかなえられるようになる。内部には「防具を強制解除させるトラップ床」や「母親の偽物を大量に生み出す」罠などが仕掛けられている。
原作では真人たちは塔とチャンカーを行き来していたが、アニメでは塔から出ず攻略するという展開となっている。
商業都市オカンヤーデ
4巻の舞台。カジノなどの娯楽施設が大半を占める都市。親子の中を深めるレクリエーション・センターやアパレルや喫茶店などが見られる。特にカジノの数が多い。
地底都市
4巻の決戦の舞台。オカンヤーデの地下にある古代都市で、深部には闘技場が存在する。ソレラはここで母親たちをギャンブル漬けにし、子供たちは牢獄に監禁していた。
ミーマ
5巻の舞台。天下一母道会の会場（施設）がある町。
天下一母道会の会場（施設）
5巻の決戦の舞台。鍋やフライパン、箒と塵取り、ハンガーに物干し台などのモニュメントで飾られている施設となっている。フローリングの室内を模した舞台で母親同士が競い合う形になる。観客席には幼い子供用のキッズスペースがある。
ゴボドーランド
7巻序盤の舞台。愛知サーバーに新規実装された自然の楽園で獣人たちが暮らす「ゴボドー大集落」がある。サヤエンドウの階段、洞穴や作物をくり抜いて作った住居が存在する。
無人島
7巻の舞台。真々子の手によってどこに出しても恥ずかしくないリゾート地に生まれ変わった。無人島というのは表向きの姿であり、実はジャングルを抜けた先にある絶壁の山の中がリベーレのアジトに繋がっている。またこの島ではマスターの力により母親の力が弱められる作用が働いている。
リベーレのアジト
7巻の決戦の舞台。元々は別の場所にアジトを作っていたが、運営の目を欺くために無人島に移した。内装は地下神殿を思わせるが、深部には科学的な様相も呈する「闇色の宝石製作工場」が存在する。リベーレはここで「アルザレの書」のコピーと思しき球体を用いて闇色の宝石を量産していた。
元々はハハーデスが娘たちのために用意した拠点である。
ハハーデス城（堀田佐央里城）
8巻の決戦の舞台にしてリベーレ最後の拠点。猛吹雪が舞う「オフクロ山」に佇む城。基本的にはリベーレの関係者しか立ち入れず、転送などの手段では赴くことができない。9巻では、本来は「魔神マムモーネの居城」として設計されたものであることが判明した。ハハーデスとの決戦後は運営によって除去され、代わりに巨大なモミの木が生えている。
モーネの夢の町
9巻終盤の舞台。魔神マムモーネが生み出したお菓子の町。クッキーの道路、板チョコの建物、ジュースの川などが存在する。
魔神の御所
9巻の決戦場所。モーネの夢の町にある「甘」の字の扉を抜けた先にある空間。底が見えないほどの穴の上に魔法円によって足場が形成されている。周囲には魔術的な幾何学模様が刻まれる。
古代文明都市
11巻中盤の決戦場所。地上世界とは異なる文明の様相を呈する未来的な都市。老朽化が激しく道路は崩壊している。その実態は、都市を丸ごと載せた巨大な天翔ける船。魔王が息子勇者との決戦のために用意した。
シェントラーレ
古代文明都市の中心部にあるピラミッド型の建造物。船のすべてを管理する中央庁舎であり、最上部には展望ブリッジがあり、背部には空中庭園広がる。この庭園が魔王と息子勇者の決戦の場となった。
天空の遺跡
11巻に登場したラストダンジョン。世界の果てにある断崖絶壁の階段を登った先に佇んでおり、道中にはワイバーンなど飛行系のモンスターが出現する。入り口は堅く閉ざされ、勇者である真人がいなければ開けられない。最深部には「MMMMMORPG（仮）」の世界から脱出するための転送装置が設置されている。本来なら真人が自分の意志でここに来て、ゲーム依存症にならず現実世界へ戻れるか試すための最後の試練となるはずだった。

### アイテム一覧
ポーション
MP回復の効果を持つ薬品。飲まないと効果が出ないので、ワイズはこれを大量に飲んで戦闘に参加する描写がある。所持者はポータ。
大地の聖剣テラディマドレ
ベータテストの参加特典として王様からもらったもの。真々子が扱う双剣の一本。振るうことで岩石の弾丸を広範囲に放つ。洞窟内などでは周囲の壁や天井から飛弾が起こる。このため斬撃による攻撃は想定されていない。「敵」すべてをロックオンして全体攻撃を行えるが、ダメージは頭割りなので敵の数が多ければ多いほど威力が下がってしまう欠点がある。
大海の聖剣アルトゥーラ
ベータテストの参加特典として王様からもらったもの。真々子が扱う双剣の一本。振るうことで無数の水弾を広範囲に放つ。このため斬撃による攻撃は想定されていない。「敵」すべてをロックオンして全体攻撃を行えるが、ダメージは頭割りなので敵の数が多ければ多いほど威力が下がってしまう欠点がある。真々子の想いに応える形で特性を変え、パワーを落として洗濯機（水洗い）として使用されたこともある。
天空の聖剣フィルマメント
ベータテストの参加特典として王様からもらったもの。真人が扱う一振りの聖剣。振ることで前方に「斬撃波」を放ち、敵一体を切り裂く。飛行する敵、もしくは空にいる敵に対して威力が上がるという特性を持つ。後に真人の想いに呼応し、4匹の鷹の召喚獣を呼び出すという技を発現させた。真人曰く「一撃の威力ならパーティーで一番」。
魔導書
ワイズが所持している武器。威力上昇のバフが常時発動する。アニメ版では「ステレゴネリア」という名称が設定された。
コンフォルテの杖
メディが所持している武器（鈍器）。振ることでランダムに魔法が発動する。主にメディが魔法をケチる際に使用。2巻では杖の力を用いて自身の負の感情を解放し、巨大なドラゴンに変身した。
魔法書（名称不明）
夜の女帝が所持している武器。すべての魔法が使用可能となる。
母親専用チート装備の杖（名称不明）
メディママが所持していた杖。取得している魔法を詠唱やMP消費なしで任意に発動できる。ミスコンで娘が真々子に負け、その時の怒りでメディママが破壊してしまった。以後はアペルトの杖に持ち替える。
アニメ版では登場しておらず、この杖の効果は後述のアペルトの杖の能力の一つとして描写されている。
アペルトの杖
メディママが所持している武器。物質に疑似生命を与え使役することができる。劇中では石人形を形成するなど真々子のテラディマドレと似通った能力である。その真価は心を「解放（アペルト）」することであり、人格を豹変させてしまう。実はゲーム内には存在しないアイテムであり、手にしたことでメディママは正気を失っていた。
アニメ版では「取得している魔法を詠唱やMP消費なしで任意に発動できる」能力を持っている。
素早さの二の腕輪
二の腕に身に着けるタイプのアクセサリー。素早さを上げる効果がある。シラーセの手によって真々子用にサイズが調整されている。劇中では真々子が装備している。
アデリーレの指輪
コンボ用のアクセサリー。二つで一つの装備品であり、ペアで身に着ける。一人が攻撃した際、もう一人がすぐに攻撃できるという効果を持つ。劇中では真人とワイズが装備している。
アニメ版未登場。
プレヴェニーレ
状態異常を無効化するアクセサリー。ジョコ・アカデミアの景品として用意されており、ワイズはこれを目当てにクエストに参加したが、ガチャで引き当てるという方式だったため手に入らなかった。
ぬいぐるみ
アイテムクリエイションの成功率を上げる効果を持つ。ジョコ・アカデミアの景品として用意されており、ポータは見事ガチャで引き当てた。
アルザレ
NPCの思考制御プログラム。元々は運営側が管理するデータだったが、何者かにより奪われゲーム内に「書物」として具現化した。題名はなく、ページには無数の記号が記されている。
後にアルザレのコピーがリベーレ側に生み出されていたことが判明する。
闇色の宝石
漆黒の宝石とも。NPCを洗脳して操る効果のある宝石。アマンテたちはこれを用いてNPCを操っていた。
ピータ
ポータのショルダーバッグに飾られたマスコット人形。実は防犯ブザーの機能がついており、脚を引っ張ることで音が鳴る。ポータはこれに薬品をかけることで巨大化させ、自在に操って攻撃に用いることができる。さらに母親のピータママも存在する。
MOD（モッド）
手鏡型のアイテム。ゲーム内にあるグラフィックやシステムを利用して手を加える効果を持つ。劇中では「相手とそっくりの姿になれる」という効力を見せ、不慮の事故によって真人と真々子の姿が入れ替わってしまった。チートに近いものの運営公認なので問題なく使用できる。
漆黒の大魔剣ウニヴェルソ
魔王が持つ大剣。天空の果てにある「宇宙」の力を行使できる。一振りすれば空間を斬り開き、宇宙と繋げて無数の隕石群を落とすなど圧倒的な殲滅力を発揮をする。
能力そのものはフィルマメントを上回るが武器としての強度は同程度。

### 魔法一覧
魔法を使用する際は基本的に「スパーラ・ラ・マジーア・ペル・ミラーレ」と呪文を唱える。なお、「〇巻」とかかれているものは表記がない限りは原作小説を示すものとする。
爆炎（ボムバ・フィアーマ）
対象の周囲に炎を展開する魔法。ワイズの代表的な魔法。
爆球（ボムバ・スフェラ）
小範囲の爆発を起こす魔法。
大爆炎（アルト・ボムバ・スフェラ）
特大のエネルギー体をぶつけ、猛烈な爆発を発生させる魔法。ワイズが使用。8巻では使用頻度が高く、以後もワイズの必殺技的な立ち位置となった。
火炎（フォーコ・フィアーマ）
膨大な熱量を誇る炎を舞い踊らせる。
豪炎（フォルティ・フィアーマ）
灼熱の炎を発生させる。8巻でワイズが使用。
豪炎砲（フォルティ・フィアーマ・カノーネ）
凝縮された業火の砲弾を放つ。9巻でワイズが偽ワイズに使用。
炎陣（フィアーマ・チェルキオ）
足元もしくは上空に広大な魔法円を描き、火柱を発生させる。８巻でワイズが使用。ワイズは連続魔によって敵の上下に魔法円を出現させ、挟み撃ちにする形で使用した。
爆（ボムバ）
物体に爆発の性質を付加する魔法。2巻の枕投げでワイズが使用した。
溶岩流（フルーソ・ディ・ラーヴァ）
マグマの濁流を放ち周囲を火の海に変える魔法。夜の女帝が真人たちへの不意打ちで使用した。8巻では威力を抑えて小規模のマグマを噴出させ、冷え切った温泉を温めている。
風雪（ベント・ネーヴェ）
吹き荒れる吹雪を放つ。ワイズ、夜の女帝が使用した。
氷塊（ギアッツォ・グルーモ）
氷の塊を落下させる。ワイズは風雪と併用することで夜の女帝の溶岩流を破った。
大氷塊（アルト・ギアッツォ・グルーモ）
上空から巨大な氷塊を落下させる。8巻でワイズが使用。
豪氷砲（フォルティ・ギアッツォ・カノーネ）
魂すら凍らせる零度の砲弾を放つ。9巻で偽ワイズが使用。
絶対零度（グラド・ゼロ・アソルート）
極寒の冷気を吹き付け氷結させる。8巻で和乃が使用。海面を凍らせることで氷の橋を形成した。
風涼（ベント・フレスコ）
涼しい風を起こす魔法。7巻でワイズが使用した。シラーセ曰く「人間エアコンさん」。
風断（ベント・ターリオ）
切断力のある風の刃を放つ。ワイズが真人の腕を切断するのに使用。アニメでは未使用。
豪風（フォルティ・ベント）
猛烈な突風を起こし吹き飛ばす魔法。3巻ではワイズが真人を上空へ打ち上げる補助的な物として使用。
大豪風（アルト・フォルティ・ベント）
人間数人をまとめて吹き飛ばすほどの猛烈な突風を発生させる。8巻でソレラが使用。
爆風（ボムバ・ベント）
暴風を巻き起こし対象を上空へ吹き飛ばす。メディドラゴン戦（2巻）でワイズが使用。
風裂（ベント・タリアーレ）
暴力的な突風を発生させる。
大竜巻（アルト・トルナード）
対象を中心に竜巻を発生させる。9巻でソレラが使用。
雷光（ルーシェ・デ・ランポ）
空に雷の球体を出現させ、破裂させることで無数の稲妻を発生させる。9巻でワイズが使用。
散光弾（ルーシェ・スパルナ）
退魔の力が込められた光の弾を千発以上放つ広範囲魔法。4巻でワイズが使用。
天罰の光（ルーシェ・デラ・ダイナツィオーネ）
天から落雷を放つ魔法。夜の女帝が使用。真人の防御障壁を貫き甚大なダメージを与えるなど凄まじい威力を見せた。
魔吸（マソルベンテ）
劇中でも珍しい闇属性魔法。対象一人のMPを吸収する。メディドラゴンがワイズに使用。
断頭台（ロンピー・ラ・テスタ）
対象の頭上に長大な刃を出現させ、肉体を切断する魔法。9巻で魔神マムモーネが使用。無詠唱のため連発が可能。
親父の拳骨（プニツィオーネ・デル・パドレ）
魔王隼人が使う父親特殊魔法。空一面を宇宙の景色に変え、無数の隕石を合体させて巨大な拳骨として叩き込む。
母親の卒業（ラウレア・デラ・アドレ）
ワイズが母から伝授された、すべてと引き換えに放つ一発限りの超絶極大魔法。ピンポイントで核爆発を発生させる。最後の戦いにて使用し、真人を援護した。
沈黙（タチェーレ）
魔法封じ。夜の女帝がワイズに使用した。メディドラゴンやアマンテも使用しており、ワイズはたびたび魔法を封じられる。
溶霧（フジオネ・ネビア）
対象に強烈な酸性の霧をまとわせ、溶解させる。8巻でソレラが使用。
呪詛霧（マレディツィオーネ・ネビア）
触れた者にDOTダメージを与える禍々しい風を放つ。9巻で偽ソレラが使用。
毒吐息（ヴェレーノ・ソスピーロ）
生命力をじわじわと奪う毒々しい風を発生させる。9巻でソレラが使用。
暗闇（チェイコ）
対象の周囲に暗闇を展開し視界を奪う。メディが使用。アニメでは対象に目隠しをするように黒い霧がまとわりつく描写がされた。
鉄球（ピオンボ・スフェラ）
ただのボールを鉄球へと変貌させる。7巻でソレラが使用。
熱灼（カローレ・アルデンテ）
対象に水も一瞬で蒸発する灼熱を付与する。7巻ではソレラが上記の「鉄球」にこれを用いて高温のボールにした。
隕石群（グルッポ・ディ・メテオリーティ）
7巻でソレラが使用。上記の「鉄球」を13個以上の隕石へと変えた。
回復（クーラ）
回復魔法。メディの代表的な魔法。HPを100回復させる（7巻より）。
大回復（アルト・クーラ）
7巻でメディが使用。HPを300回復させる。8巻で使用した際は仲間全員の傷を癒している。
全回復（ピエーノ・クーラ）
7巻でメディが使用。HPを999回復させる。
解除（リラーシオ）
状態異常を解除する魔法。9巻でメディが使用。
状態異常を防ぐ魔法
名称不明。9巻でメディが使用。
蘇生（リアニマート）
蘇生魔法。棺桶に閉じ込められた者を解放する。主に真人やシラーセを生き返らせるのに使用される。5巻でメディが「奇跡」を起こした際は、本来ならキャラクター以外に効果がないにもかかわらず腐り落ちた肉や魚の鮮度を元に戻している。
死亡（モールテ）
即死魔法。対象は死神が身体を突き抜けるような悪寒に襲われ、死に至る。主にワイズが真人に対するツッコミで使用。この世界で死んだ場合は棺桶に閉じ込められてしまう。3巻でメディが使用した際は実際に死神が現れ、対象をすり抜けることで即死させる描写がされた。また9巻では全体即死魔法としても使用している。
清化（プリフィカーレ）
アンデッド系の敵を浄化し昇天させる浄化魔法。ワイズ、メディの両名が使用できる。
攻昇（サリーレ）
攻撃力を増加させる補助魔法。エルフの少女「サリーレ」と同名だが特に関係はない。
障壁（バリエーラ）
前方に障壁を展開することで防御を固める補助魔法。夜の女帝が真々子の火力に対抗するべく使用した。後にワイズも使用している。
大障壁（アルト・バリエーラ）
ドーム状の防御壁を発生させ周囲の仲間を守る補助魔法。8巻でワイズとメディが使用。
当昇（コルピーレ）
1人の攻撃命中率を上昇させる。
弱体（インデボリート）
守備力を低下させる魔法。
鈍化（レント）
素早さを低下させる魔法。動きを極端に遅くさせる。アマンテの身体能力に対抗するべくワイズが使用した。
反射（リフレシオーネ）
魔法を反射する障壁を展開する。アマンテの反射能力を破るためにワイズが思いつきで使用した。
変身（トランスフォルマーレ）
対象の姿を変えさせる魔法。ただし声までは変わらない。ワイズや和乃が使用している。
異次元に放り込む的な魔法（名称不明）
対象の足元に異次元に通じる穴を生み出し引きずり込む。飲み込まれた対象は世界から消滅するので死亡する。ワイズが真人に使用した。アニメでは未使用。
移送（トランスポルト）
一瞬の輝きと共にテレポートする魔法。アニメでは魔法陣を展開し、そこに入った人間を任意の場所へ転送するという描写がされた。
浮遊魔法
名称不明。ソレラの大豪風に吹き飛ばされた際、ワイズが着地するのに使用した。
母封印（シジーロ・マドレ）
5巻でアマンテとソレラが特訓の末に編み出した必殺魔法。幼女化させることで「母親ではなくさせる」効果を持つ。思考まで子供同然になるとのことだが、真々子の頭の中までは変わらなかった。本来、真々子の防具には状態異常を100％防御する効果があるが、二人掛かりで仕掛けることでその防御を貫いた。
転送開始
7巻でアマンテ、ソレラ、フラテロの3人が力を合わせて発動させたもの。魔法円を地面に描き、対象を一瞬にして別の場所へと強制転移させる。
運営介入（アカバン）
シラーセ（運営側）のみが使える問答無用究極魔法。通常ではありえない事象を引き起こす。ただし運営の管理が行き届いていない場所（新設したサーバーなど）では使用できない。
強制移動
魔法ではなく運営側の技術。複数の対象を指定した場所まで一瞬で移動させられる。5巻でシラーセが真々子たちを天下一母道会会場まで移動させるのに使用した。

## 登場人物
特に表記がなく「〇巻」と書く場合は原作ライトノベルを指すものとする。また声の項はテレビアニメ版の声優を示す。

### 主要人物
大好 真々子（おおすき ままこ）
声 - 茅野愛衣
【性別：女 / 年齢：お母さんの秘密（外見年齢15歳） / 職業：普通の勇者の母親→マー君のお母さん（11巻） / 武器：大地の聖剣テラディマドレ（右手）&大海の聖剣アルトゥーラ（左手）】
本作のヒロインで真人の母親。作者曰く「愛されるのではなく、あなたを愛するヒロイン」。「子離れできない母親」。それ故に「母としての我侭」を押し通すためにゲーム内の常識を覆すほどの力を発揮する。
息子曰く、好きなものは家事とバーゲンセール。
作中屈指の巨乳で非常にスタイルがよく、見た目は15歳くらいととても若々しい。しかし身につけている下着は際どいデザインだったり、大らかな心の持ち主だったりと大人の女性としての面も持つ。真人が言うには後妻などではなく実母だという。コミカライズ版では普段着姿やポニーテールの真々子が描かれている。
父親は単身赴任なので母一人子一人の暮らし。慈愛に満ちており、息子が望むことなら何でもさせてあげたいと考えている。真人のことは「マー君」と呼ぶが嫌がられている。彼女自身も「息子だっていつまでも子供じゃない」とわかっているが、それでも昔のように甘えてきてほしいと白瀬に漏らしている。
「MMMMMORPG（仮）」においてその実力に関しては凄まじいチートレベルであり、二本の剣により二回攻撃が可能な上、岩石と水の弾丸でモンスターの一団を一瞬で壊滅させてしまう。さらには母親スキルまで使用が可能。それでいて「ゲーム」的な概念やお約束には疎くスキルポイントは割り振らずため込んでいる（「ポイント」は貯めるものと思っている）。そのため戦闘での真人やワイズの出番はなく存在意義を悩ませてしまっているが、彼女自身は自覚がなく無邪気に真人に褒めてもらいたいと思っている。しかし、身体能力などは微妙なようでゴブリンの集団にあっさり捕まってしまったこともあった。
おっとりとした性格だが、息子に危害を加える者や他所の家庭であろうとねじ曲がった教育を施すのは見過ごせない性格であり、この正義感の強さはしっかりと息子に受け継がれていた。反面、息子をダシにした詐欺や精神攻撃などには非常に弱く、3巻では「真人がモテないのは真々子のせい」とアマンテに指摘されて落ち込んでしまうが、息子に励まされ立ち直っている。やや天然だが頭や察しが悪いわけではなく、息子との接し方について少しずつ理解していっている。しかし未だに子離れができず、真人たちだけでどこかに行こうとするとこっそりとついてきてしまう。
作中では多数の異性（NPC）から告白されたり贔屓されたりと人気がある。また、服を溶かされたり触手に絡みつかれたりするシーンも多い。
大地の聖剣は岩の刃を顕現させ、大海の聖剣は無数の水弾を前方に飛ばす力を持っており攻撃範囲が非常に広い。100万の敵がいた場合、そのすべてが攻撃対象となる。ただし全体攻撃は頭割りのダメージとなるので、敵の数が多いほどダメージが分散し威力が低下する。これらの仕組みから剣による攻撃は想定されていない。なぜ伝説の聖剣を二本同時に扱えるのかという点においては王様もコメントを濁しているため不明。
10巻に登場した夫によれば、本編開始前に「息子との接し方がわからない」と泣きながら電話してきたことが語られている。
11巻では真人との関係性が元に戻ってしまう不安から息子をゲーム世界に引き留めるべく、メガ真々子となって対峙する。
作者の井中だちまは、「インパクト重視のためチートキャラにした」と語っている。また、井中は少なくとも嫌われる母親にはしないことを意識して書いているという。
KADOKAWAが2018年4月から5月にかけて実施した投票企画「KADOKAWAライトノベル ヒロイン総選挙」では10位を獲得している。
メガ真々子
元の世界に戻ることで真人と築き上げた親子関係が変わってしまうことを危惧した真々子が【母の三位一体】によって変身した姿。真人を抱き留めて放さないように見上げるほどの巨人となり、その大きな腕と胸で捕まえようとする。
最初は巨人の姿だったがポータの妨害で両足をマスコットに掴まれて拘束されると、振り切るために双翼を生やした第二形態へと移行する。しかしワイズとメディの同時攻撃によって翼を失った後は元のサイズに戻り、テラディマドレとアルトゥーラをリボン状に変化させた最終形態となった。
現実世界への転送装置の前で待ち構えていた真人に追いつき、リボンとなった双剣で捕まえようとするがカーネーションを差し出され、「俺は腹が減った。家に帰って、母さんの飯を食いたい」という言葉を向けられる。そう言われては母として答えないわけにもいかず、ワイズたちからもリクエストされたことで皆で築き上げたものは変わらないと納得した。
大好 真人（おおすき まさと）
声 - 石谷春貴
【性別：男 / 年齢：15歳→16歳 / 職業：普通の勇者 / 武器：天空の聖剣フィルマメント / 防具：ジャケット（HP自動回復の効果がある）＆腕輪（ダメージ軽減のバリアを張る）】
本作の主人公である高校一年生。どこにでもいるような、少し格好つけたい男の子。母と父の名前を一字ずつ取ってつけられた。
外見が若すぎる母親を「母親」と認識できず、距離感を測りかねていることから「苦手」と考えている。高校での匿名の調査書にうっかり名前を書いてしまったため「特定しやすい」という理由でテスターとして選ばれたが本人は気づいていない。ネットゲームにハマっていたところ、白瀬真澄によって強制的に「MMMMMORPG（仮）」の世界へ連れてこられてしまい、普通の勇者として世界を旅することとなる。
恋愛や好みの美少女に関してはかなり積極的に近づこうとしており、ポータや（当初は）メディを相手にすると露骨に態度が変わる。メディについては「俺の正ヒロイン」とまで考えて浮かれていたほど。逆にじゃじゃ馬なワイズには投げやりな態度を取ることが多いが、彼女の強気さに助けられることもあった。
意気地のないところもあり、メディママの卑怯なやり口に激昂しつつも面と向かってクレームがつけられなかったり、メディの本心に踏み込めなかったりしている。しかし母親譲りの正義感もあり、理不尽な暴力に曝されている者を放っておけないタイプでもある。なお、本人のやる気とは裏腹にパーティー内での扱いは低い方で、リーダーシップや人徳、実力面などすべて母の方が上のためイジけたりスネたりする（その分立ち直りも早いが）。行く先々でお風呂（混浴）イベントを体験し、母やワイズたちと入浴しており作戦会議の場としても使っている。
職業は勇者だが魔法の類は一切使わず、高いHPと聖剣による近〜遠距離戦を得意とする。聖剣フィルマメントは飛行タイプの敵に対して甚大なダメージを与える特典武器。真空の刃（斬撃波）を飛ばし遠距離攻撃が可能。後に敵が宙に入れば飛行タイプか否かは関係なく効果を発揮する描写がされた（一撃の威力に関しては母親より上だという）。また、2巻のメディドラゴン戦では、想いに呼応して威力を引き上げるという特性も見られている。5巻では母の力になりたいという想いから「召喚獣」を生み出すに至り、斬撃波が4羽の鷹に変化して攻撃するという事象を引き起こした。
7巻では互いの正体を知らぬままフラテロと仲良くなり、好敵手のような関係となる。フラテロが使う強力な謎の力を教えてもらうことになっていたが、彼女がリベーレの四天王であり、真々子に手を挙げたことで袂を分かつことに。フラテロが使っていた力とは「母親に対するダメージが爆発的に増加する」というもの。フラテロと一騎討ちを繰り広げ、一度は劣勢に立たされたが「母親を守る」という想いが生み出した力により逆転勝利を果たした。真人も自分の力を自覚するが、真々子のために振るう力というのが納得いかない様子。
8巻ではパーティから去ってしまったポータを仲間たちと共に説得。そのまま黒幕ハハーデスとの対決に挑む。ハハーデスが生み出したブグノアシュラの前に全滅寸前まで追い詰められたが、それぞれの得意分野を活かしたチームワークにより逆転。最後は真人が放った斬撃波によってブグノアシュラを倒した。
9巻ではシラーセの策略で四天王の3人と共に赤ん坊の姿になってしまい、文字通り一から母に育てられることとなった。その際はアマンテと交流する機会が多く、なんだかんだで仲を深めている。終盤では真々子とHAHAKOを魔神マムモーネの手から救い出すべく協力した。
10巻ではホーク（父親）の正体を知らぬまま「友達」となり、抜群のコンビネーションを発揮して事件解決に尽力した。人間的な成長をホークに認められたものの、それによって彼が魔王となる決意をさせてしまう。
井中は思春期男子が持っている感性を踏襲した極々一般的な男子高校生として書くことを心掛けているという。また、井中は作品を通して一番成長したキャラクターであるとしている。
ワイズ / 玄夜（げんや）
声 - 鈴代紗弓
【性別：女 / 年齢：15歳 / 職業：賢者 / 武器：魔法書ステレゴネリア（威力上昇が常に掛かっている）】
1巻から登場。ポータの面接の後、自分から飛び入りで強引に仲間になった自称「超絶賢者」。リアルではJK。
賢者の名に恥じず攻撃、治癒、補助など様々な魔法を使いこなし、さらに魔法を一度に二回連続で使用できる。武器の魔導書は名称不明だったが、アニメ化に伴い『魔法書ステレゴネリア』と設定された。
性格は気が強くじゃじゃ馬。貧乳。我侭かつ自分勝手であり、真人をたびたび即死魔法でPKする。一方で彼が女性にデレデレしているとヤキモチのようなものを見せることも。弱点は魔法封じと即死魔法。なにかと目立とうと戦闘では先手を取るが、よく魔法を封じられるので何もできないことが多い。
本名は玄夜。名前は母・和乃がお気に入りのナンバーワンホストから取った。そのため本名で呼ばれることを嫌っている。
登場当初は「母親同伴」という参加条件を満たしておらず、真々子に取り入ろうと必死だった。
実は和乃から「無理にでも仲直りしたい」と声を掛けられ、強引にゲームに参加させられていた。しかしチート能力を手にした和乃は好き勝手に振る舞い、男遊びに走り、ワイズをのけ者にし始める。このためワイズは「母親同伴」というゲームへの参加権をなくしており、真々子の娘としてパーティに加わろうとしていた。その一環として書類に化けて真人たちに近づき、有能さを示すつもりだったが真人から酷評された挙句ポイ捨てされ踏まれたので、怒って正体を現した。その後、ゲームクリアの条件を真人に伝えた。
当初はゲームクリアを目的として真人たちに同行していたが、1巻エピローグにて和乃との確執も幾ばくか氷解し、以後は本当の意味で真人たちの仲間となった。
メディのことは母親に逆らえないのを危ぶみ気にかけており、母の支配から逃れさせようと促したりもしていた。メディが仲間になってからはやたらとディスられることが多くなり、出番や見せ場を奪われては喧嘩を繰り広げる仲となった。
5巻では天下一母道会参加者の子供たちを子守りしたことで「母親」に近づき、限界を超えた魔法を行使できるようになった。当初は物理・魔法反射チートを持つアマンテには及ばなかったが、思いつきで反射魔法（アマンテが反射した魔法をさらに反射して返す）を利用するようになってからは互角以上に渡り合うようになる。
11巻では母から真々子こそが真人にとって最後の障害になることを聞き、一発限りの超絶極大魔法「母親の卒業」を学んだ。最後の戦いではその魔法を使って真人を援護した。
井中はワイズについて、当初は「真人とラブコメを演じる方向性にいたキャラクター」としていたが、後に自身の中で「いじられることで活きてくるキャラクター」だと定着してしまい、恋愛要素が薄れて残念なキャラクターになってしまっているかもしれないと語る。
ポータ / 堀田 萌子（ほった もこ）
声 - 原田彩楓
【性別：女 / 年齢：12歳 / 身長：130センチ程度 / 職業：旅商人 / 武器：旅商人のショルダーバッグ、マスコット・ピータ（薬品で巨大化させ攻撃に用いる）】
1巻から登場。いつでも元気いっぱいな女の子。パーティを募集していた真人たちの面接に合格しメンバーとなった。とても元気がよく、台詞には毎回「！」が入るのが特徴。リアルでは小学生。
仲間を求めてギルドにやってきた真人、真々子がシラーセ（シララセ）の用意した書類を見てポータを呼び出し、「お母さん面接」に合格するという経緯で一行に加わった。
真人たちには妹分として可愛がられており、特に真人はデレデレ。サポートや生産メインのため戦闘には参加できない（攻撃できない）が、真人たちの戦闘をアイテムなど駆使してサポートする。アイテムクリエイション系のスキルを取得しているため、衣類からアイテムの精製なども得意としている。夜の女帝との戦いでは敵味方全体に沈黙効果のあるアイテムを使用することで勝機をもたらした。
母親同伴が原則だが仕事が忙しいという理由で姿を見せず、運営側の特別措置で参加を許されていた。「母親」の話になると一転して暗い表情を見せたり言いよどんだりしている。
8巻では、母親はリベーレの創始者「冥母ハハーデス」であり、「MMMMMORPG（仮）」のプロデューサーであることが判明する。さらにポータにはリベーレ四天王「母喪（ぼそう）のポータ」の地位が用意されていた。母親からは冷たくされ続けていたが、今でも一心に慕っている。ハハーデスの悪事が運営側にバレた際、MMMMMORPG（仮）の世界側でも指名手配されてしまい、ポータは母を守るために真人たちと袂を分かつこととなる。だが真人たちが母を倒そうとしているのではないことを聞き、再び仲間として戻って来た。ハハーデスとの決戦を終えた後は真々子の後押しもあって和解し、また一から親子関係を築くことになった。
メディ / 愛莉瀬（えりーぜ）
声 - Lynn
【性別：女 / 年齢：15歳 / 職業：癒術師 / 武器：コンフォルテの杖（MPを消費せずランダムで魔法が発動する。アニメでの名称は「奇跡の杖コンフォルテ」）】
2巻から登場。巨乳。清楚な外見に反して腹黒い性格。物欲・金欲が人一倍強い。リアルでは女子高生。スカートの下にタイツを穿いている。
職業としてはヒーラーだが母親の意向により物理攻撃特化のため殴る力は強い。回復魔法も特に問題もなく使用できる上、闇魔法も得意とする。しかし攻撃魔法は使用せず、必殺技は「ヤクザキック（連発）」。
見た目は清楚かつ儚げなヒロインだが、内面には凄まじいダークパワー（負の感情）を秘めている。母親ことメディママから「常に一番であり続ける」ということを強要され、また母親自身もそのためなら手段を選ばないことから強いプレッシャーに曝されていた。失敗したり従わなかった時は虐待に近い態度を取られたりするものの、母親のことは慕っており「これは娘である自分のため」と信じていた。しかし2巻の終盤で「娘が一番なら母親は世界一の母親ということになる」という持論を聞かされ暴走。コンフォルテの杖の力により「メディドラゴン」へと変貌し負の感情のまま暴れ回ることに。仲間たちの協力と真人の一撃によりドラゴン化が解かれ、真々子の力によって正気を取り戻したメディママと話し合い和解した。
本心では友達を欲しており、真人たちに対しては当初から好意的だった。戦いが終わった後は本性を知った真人からは若干引かれ気味だが「真人君のヒロインになってみせます!」とメディ自身は好意的。以後は真人たちのパーティに合流する。
3巻からは大分キャラクターが変化しており、ナチュラルに真人をディスったり、ワイズを出し抜いて活躍しようとするようになる。ワイズとは取っ組み合いのケンカをすることもあり、なんだかんだでいい友人となった。真人に対する恋愛感情ははっきりと描写されていないが、真人をからかったりするのは自分の気持ちを隠すための「演技」とも取れる態度を見せている。
3巻では、長年蓄積されたダークパワーは性質として残っており、スネたりした時などに発動するようになった。また、腹黒さが際立つようになり何かとワイズを出し抜いたり、真人を蔑ろにしたりして地位と安全の確保に努め始めた。同巻では料理が非常にヘタであることが判明しており、食べた人間は「イチコロ」とのこと。真人とワイズからは「絶対に料理させてはダメ」と思われているが、そんな思惑とは関係なくメディ自身は料理好きである。
4巻ではソレラの策略によりワイズ、ポータと共にカジノの景品にされてしまい、莫大な借金を返済するためにバニーガールとして働いていた。ポータの借金は真々子のおかげでなくなり、ワイズとアマンテが人気取り勝負（お金をたくさん集めた方が勝ち）を開始したのに目をつけ、それを利用して観客から金をかき集め残りの借金を返済した。ソレラとの決戦ではそのダークパワーを用いて精神的に圧倒し命乞いさせるほどにまで追い詰めた。
5巻では天下一母道会参加者の子供たちを子守りしたことで「母親」に近づき、ゲーム内の常識を覆す「奇跡」を魔法で行使できるようになった。またソレラ戦では「最強のデバフ」をダークパワーで無力化している。これは母親に「優秀であること」を強要され続けた結果、その姿勢が根付き、能力を下げられたことで「キレた」ことによるもの。能力を下げられれば下げられるほどフラストレーションが溜まり、ダークパワーによって鬱強化される。これにより闇の女主人のような風格が備わり、死者たちを使役できる。このためソレラのチートに対抗できる数少ない人物であり、色々な意味でソレラからは「苦手」とされている。逆に、反射能力を持つアマンテとは相性が悪い。
11巻では、上記の腹黒な振る舞いは自分のキャラを意識した演技であることが判明する。ダークパワーの内側には純粋な本心が隠されていた。母から真々子が真人にとって最後の障害となることを聞き、純粋な心を用いた「ホーリーメディドラゴン」に変身する方法を教わった。最後の戦いではその姿に変身し、ニーヅマ・ブレスで真人を援護した。
主要キャラクターの中では母子ともに本名は不明だったが、最終巻のエピローグにて本名が「愛莉瀬」と判明する。これ知ったワイズから「お上品で可愛い名前よね」ってからかわれた。
井中は「正ヒロインだけど正ヒロインではないという矛盾したキャラクター」をコンセプトとして書いている。また、当初はヒロインとして書くという考えがあったものの、結果的にそれとは程遠い立ち位置になってしまったという。
漫画版ではメディドラゴンが最後の敵として描かれた。そのためラストボスを務める。
シラーセ / 白瀬 真澄（しらせ ますみ）
声 - 新井里美
【性別：女 / 年齢：自称永遠の20歳（外見は20代半ば） / 職業：運営 / 能力：運営介入（アカバン）】
1巻から登場。「内閣府政策統括官（共生社会政策担当）委託調査員」の女性。立場的には末端だという。常に敬語で、見た目は知的でクールだが性格は図々しく利用できる者はなんでも利用するタイプ。しかも提案する内容のほとんどが思いつきであり、行き当たりばったり。こういう性格なので真面目な態度は一切見せず、まともに相手をすると徒労感を味わう。
昔は名前のせいでいじめられ暗い時期を過ごしたというが、今は自分の個性としてアピールすることでコンプレックスを克服したという。そのため「お知らーせ」することにこだわっており、知らせるのは自分の役目という頑固な一面を持つ。彼女もまた母親であり5歳の娘がいる（8巻にて登場した。ただし台詞はない）。子供の頃は「誰からも好かれて、みんなが周りに集まってくる人気者」になりたかったという（そういう意味では真々子こそシラーセの理想形だったと言える）。
実は「母子は平穏であるべし」という信念を持っており、どんな母子であろうと不仲なのは見過ごせない性格。
コミカライズ版では巨乳寄りの女性として描かれており、原作7巻においても胸が大きくスタイルのいい女性として描写された。
真人と真々子を「MMMMMORPG（仮）」の世界に連れてきた張本人。ゲーム内ではもっぱら「シラーセ」というクロブークを被った修道女のキャラクターになることが多い。真人たちの前に現れる際、大抵は即死バグで死んでいる（棺桶に入っている）。
運営側の人間なので真人たちのPTには入らないものの要所要所で顔を見せ、狂言回し的な役割を演じる。ゲームに違法な干渉をしてくる何者かの正体を探る様子が見られたり、母子関係が悪い者のことを気にかけている。そのため真人たちを強引に巻き込んで「運営の手に余る親子問題の解決」を依頼してくる。
戦闘力はほとんどなくすぐに死ぬ。しかし、運営側の権限によってゲーム内の常識を無理やり覆してしまう「問答無用極大魔法・運営介入（アカバン）」を使用できる。主に敵側が用意した「ゲームには存在しない事象」に対抗するための手段。また、運営であるため戦闘には参加せず、クエストを進めることもできない。
4巻ではNPCの思考制御プログラム「アルザレ」をリベーレ側に奪われ、アイテムとして具現化されソレラに保管されていたのを取り戻すために行動する。その際に他の母親たちと家事スキルを競う勝負に参加したが、まったく家事ができないことが判明する。しかし子供が喜んでくれれば「母親としてやれている」と考え、然したる問題ではないと考えている。
8巻ではジョオーの協力依頼のもと、真々子、和乃、メディママの3人にアイドル衣装を着せ、自らは白瀬Pと名乗ってアイドル活動に勤しんでいた。結果的にそれが世界を救うことに繋がり、真々子たちを最終決戦の地に導くこととなった。
10巻では「MMMMMORPG（仮）」の最終テストの進行役を務めており、机上で言うプロジェクトのリーダーのような役回りをしている。その一環として大好隼人をゲーム世界に連れて来てテスターとして「視察」させた。
11巻では真人をテスターとして選考した理由が、隼人の息子だったことも少なからず関係していると語った。また最終テストの内容が「真人がゲーム依存症にならず自分の意志で現実世界へ戻れるか」というものだったことを明かす。理由は、政府としては子供がゲーム依存症になるようなものを提供するわけにはいかないため。その際に、「MMMMMORPG（仮）」が正式稼働しても母子関係が改善された真人たちに参加資格はないと告げる。しかしエピローグでは、社会の闇をテーマにした「続編」を製作中ということで、そのテスターとして真々子たち母親をゲーム世界へと連れて行き、そのことを真人たちにも話して後を追わせた。仕事と信念をやり取げた彼女はとても満足そうであった。

### 母親と子供
サリーレ
1巻に登場。エルフの少女神官。真人と真々子が仲間を求めてギルドを訪れた際、シラーセが用意した書類を介してやってきた。しかし毎日300回の祈りを捧げ、教会にも頻繁に通うことから「無宗教の人間にはつき合いにくい」ということで面接には受からなかった。
モブキャラクターであるためストーリーに関わらない。
5巻ではシャリーレという母親がいることが判明した。
8巻にて母と共にわずかだが登場している。
和乃（かずの）/ 夜の女帝
声 - 柚木涼香
【性別：女 / 年齢：白瀬より年上でメディママより年下 / 職業:賢者 / 武器：魔法書（全ての魔法が使える） / 能力：キャストキャンセル（自前）、ハッキング、強制スタン、被ダメージ二回無効化の無敵防御、使い魔召喚】
ワイズの母親。1巻における最終的な敵。「子供に愛情を与えない母親」。
見た目は褐色肌の妖艶な美女悪魔だが、我が強く自分勝手。さらにはその我侭を叶えるほどの力（チート）を何者かの手によって授けられてしまっている。ホスト狂いの筋肉フェチで、他の町の人々を脅して美男子をかどわかし、家具代わりにして弄んでいた。現在はママン村にも脅しをかけている。
正体はワイズの母親で本名は和乃。女帝としての姿は魔法で化けたものであり、本来の姿は加齢臭を気にしている普通の中年主婦。
ホスト狂いで給食費まで使い込んだことから夫とは離婚しており、ワイズの親権も夫の方に渡っている。娘とは疎遠になっていたが本心では仲直りを望んでおり、娘に声を掛けてゲームに参加した（やり方には難ありだが）が、上述の「力」を手にしたことで再び暴走。調子に乗ってまた男遊びを始めたことで娘をのけ者にし始め、袂を分かつ。戦い方はワイズと非常に似通っているが、ワイズ以上の魔法をいくつも使いこなす。
シラーセからその在り方を危惧されており、説得の言葉を向けられたが聞く耳持たず棺桶に閉じ込めてしまう。その後、女帝の悪事を知った真人たちと戦うことに。
「子供は親の平穏や自由を奪うだけの存在」と公言して憚らず、それが原因で真々子の怒りを買う。一度は追い詰められるも再びチートによる新たな力を得て真々子たちと対峙するが、弱点は娘と同様に「魔法封じ」であり、ポータのアイテムで魔法を封じられ、ワイズと真人の攻撃でダメージを受ける。追い詰められたことで真々子を説得しようとするが、真々子は夜の女帝の言葉を認めた上で「それでも子供を愛するのが母親」と告げる。借り物のチート能力と、母としての想いが形作った力。どちらが勝つかなど目に見えており、最後は真々子の二回攻撃によって敗れ、本来の姿へと戻った。
エピローグにてワイズから手を差し伸べられたことで面と向かって話し合い（罵り合い）、一応の和解を果たした。その後、一時ログアウトとなり運営側に事情聴取される運びとなった。
素の状態では娘と似た性格で、娘に小遣いをせびるなど図々しく我侭で気が強い。
チートの力として、対象を強制的にスタン（動けなくする）させたり、3回の攻撃を完全に無効化するヴェールなどを用いる。更なる力を授かった後は三体の使い魔を呼び出すことが可能となった。
8巻で再登場。キャラクターネームを「ナイトクイーン」に改めたが誰にも呼ばれないので本名である和乃を名乗るようになった。1巻の時と比べると性格はかなり丸くなり、自分勝手な面はほとんどなくなった。娘並みに不遇に見舞われるギャグキャラクターとなっている。
運営から取り調べを受けている時にメディママと知り合っており、失言の応酬を交わしながらも息の合った仲となった。運営からの依頼によりハハーデスを確保するべく「MMMMMORPG（仮）」の世界へと戻って来た。ジョオーとシラーセの提案でアイドルユニット「OKA3」のアイドル2号にされてしまい、呆れつつも世界を救うために協力する。大地に起こった悪影響でママン村の温泉が冷え切ってしまった時は、魔法によって一時的に温泉を復活させた。そして反抗する娘に手を焼く母親に対し、「放任」しながらも子供たちに目を向けることが大事だと説いた。結果、母親から突き放された子供たちは甘えるようになり、大地が正常化したことでママン村の温泉も復活。かつて迷惑をかけた村人たちに償いを果たした。
娘の玄夜を出産したことを後悔しているなど子供や育児に対する不平や不満ばかりを口にし娘の玄夜と常に親子喧嘩を繰り広げる。さらに出産を股から生まれると直接的に卑猥表現を臆面もなく行って玄夜を困らせる傍若無人な母親でもある。
コニーリォ、オレッキオ、ティフォーネ
夜の女帝がハハーデスから授かった三体の使い魔。それぞれ青い毛の兎、耳のような模様が描かれた蝶、金銀財宝が渦巻くつむじ風の姿をしている。いずれも真人たちによって撃破された。
メディママ
声 - 中原麻衣
【性別：女 / 年齢：不明 / 職業:癒術師 / 武器：母親専用チート装備の杖（無詠唱で呪文の効果を発動） → アペルトの杖→ 新装備の杖（8巻）】
メディの母親。2巻から登場。「子供に自由を与えない母親」。
真々子ほどではないが若々しい熟女。娘に対し「常に一番でいること」を強要する教育ママ。非常に負けず嫌いで真々子に対して激しい敵意とライバル心を燃やしている。勝つためには手段を選ばない。自慢話になると早口で長々と話す癖がある。
当初は余裕たっぷりに自分たち母子が一番であることを語り、真人たちを妨害してジョコ・アカデミアにおけるメディの成績を上げさせていたが真々子の無意識のスキルで妨害工作を邪魔され、さらにはメディが真人に負けたことで余裕をなくしていく。妨害工作のやり方もえげつないものになっていき、人前でメディを叩くなどの暴力まで見せるようになる。白瀬によれば当初から運営側に問題視されていたらしい。
実は今の人格は何者かによって授けられた「アペルトの杖」の影響によるもので、本来の彼女は「立派な娘に育てたい（同時にそうすることができるか）」と思い悩む善良な母親であった。だが行き過ぎた教育を強要し続けたことで娘はストレスから壁を蹴るなどの行為に及び始め、何とかしたいと思って「MMMMMORPG（仮）」に参加。やがて「娘を立派に育てられる母親になりたい」という想いがアペルトの杖の影響で暴走し、「娘を利用してでも一番の母親になる」というものとして表面化してしまった。真々子の説得と力によって杖は砕かれ、本来の自分を取り戻し、メディに母親としての弱さを見せたことで和解した。エピローグでは自分の間違った教育を綴ったブログの処分をするためログアウトし、娘のことは真人たちに託した。
8巻で再登場。運営からの依頼によりハハーデスを確保するべく「MMMMMORPG（仮）」の世界へと戻って来た。運営から取り調べを受けている時に和乃と知り合っており、失言の応酬を交わしながらも息の合った仲となった。和乃からは「メママ」の略称で呼ばれている。ジョオーとシラーセの提案でアイドルユニット「OKA3」のアイドル3号にされてしまい、恥ずかしがりながらも世界を救うために協力する。ジョコ・アカデミアで生徒たちによる反乱が起こった時は、「エリートになること」を強要する保護者と強要されている子供たちを一喝。「親という保護者が側にいる内に遊ぶことを覚えるのが大事」と解き、ゴッツイ先生に頼んで文化祭を開催させ、生徒たちを呪縛から解放した。大切な子供だからこそ親が管理すべきという「厳格」な考えは今でも変わっていないが、それも程々がいいと考えるようになっていた。今でも真々子に対してわずかながら対抗意識を見せることもある。
主要人物の中では唯一本名が判明しなかった。
ポッチ母とチャンカーの母親たち
声 - 橘U子（ポッチ母）、御堂ダリア、岩橋由佳、仲村かおり、所河ひとみ
3巻から登場。「子供の気持ちを受け止められなかった母親たち」。
テスターではなく海辺の町チャンカー在住のNPC。ポッチの母親は雑貨屋の店員。
息子たちがこぞって家出をし「ソロゴロシの塔」に引きこもってしまっていたので困っていた。後に改心したポッチを通じて真々子らと知り合い、「お母さんギルド」に加入して塔攻略に協力することに。性格は良くも悪くも中年の女性であり、家の戸締りを忘れたので確認しに戻ったり、タイムセールがあれば攻略そっちのけで買いに走ったりと中々攻略が進まない原因となっていた。しかしそのおかげでアマンテが仕掛けた数々の罠を回避するという結果になった。
3巻終盤ではアマンテ討伐に向かった息子たちがモンスターに変えられてしまい動揺するが、真々子の言葉で「抱き締めて受け止めてあげればいい」と悟り、母の愛情によって子供たちを元に戻した。なお、その際に真々子の力によって頑丈な防具「フルアーマー」が生み出され子供たちの攻撃を防いでいる。
8巻にてポッチの母親が再登場。母親たちと共に「フルアーマー」に身を包み、暴動を起こした若手冒険者たちからソロゴロシの塔を守るべく奮闘する。ポッチの頼みで真々子たちをソロゴロシの塔の最上階まで送り届けた。
ポッチ
声 - 小山剛志
3巻から登場。海辺の町チャンカーに住む17歳の少年（見た目はモヒカンでオッサン顔）。当初は家出をした際に知り合ったアマンテに唆され、真人たちへの刺客として登場。占い師（の格好をしたセールスマン）に扮して爆弾水晶を売りつけて爆破しようとしたり、「お母さんギルド」に仲間を引き連れて乗り込み破壊活動などを行っていたが、真々子が見せる母親としての優しさに触れ改心した。その後、自分たちで壊してしまったギルドの修繕と改修を行って償ったほか、アマンテへの落とし前として仲間を引き連れて討伐に向かう。しかし返り討ちに遭い、闇の力によってモンスターへと変えられてしまう。だが真々子たちと一緒にいた母親たちの愛情の力によって元の姿へと戻った。
当初は真人とは険悪だったが改心後は「真人君（8巻では真人）」「ポッチさん」と呼び合うなど関係も良好になった。3巻エピローグでは塔攻略の記念と自分たちを救ってくれたお礼として「お母さんギルド」を称えたモニュメントを作り、真人だけは特別な一文が刻まれていた。内容が内容なので途轍もない羞恥心を与えてしまう。
8巻で再登場。暴動を起こした若手冒険者たちからソロゴロシの塔を守るために奮闘する。冒険者たちを次々と海へ投げ込むなど高い実力を見せていた。9巻では幼女化したアマンテと再会し、受けた仕打ちについての面当てのような台詞を投げかけている。しかし恨んではいないようで、今更アマンテをどうこうするつもりはない様子。子供たちを育てる道を選び保育士を志望する。
ポッチの仲間たち
声 - 村上裕哉、柳田淳一
3巻に登場。チャンカーの荒くれたち。ポッチと同様にアマンテの仲間になっていたが改心し、ギルドの拠点の修繕と改修を手伝った。その後、アマンテに敗れモンスター化してしまうが母親たちの愛情の力により元の姿へと戻った。
オカンヤーデの母親たち
4巻に登場。NPC。「子供に自分を誇れない母親たち」。
元々は普通の母親たちだったが、ソレラの実験により子供と引き離されカジノの地下遺跡で母親対決を繰り広げ、賭け事に夢中になっていた。ソレラの実験とは、子供と引き離された母親たちが子供たちとギャンブル、どちらを取るかというもの。母親たちも家事が上手くない自分をダメな母親と見て自信を失っており、現実逃避をするようにギャンブルにはまっていた（それに加えソレラに操られていた）。最終的に真々子の言葉によって奮起し、ソレラとの戦いに参加して真人たちを援護した。その後、また母親たちがギャンブル狂に戻らないようにと真々子の計らいにより、すべてのカジノに「母親が賭け事に夢中になったら子供が呼び出される」「子供が賭け事に夢中になったらバニーガール姿の母親が呼び出される」というシステムが導入され、母子が互いを気遣うようになったことで暴走する心配がなくなった。
リーネ
6巻に登場。一般家庭の女性でNPC。モーネの母親だが血の繋がりはない。「子供の行く末に心配していた母親」。
娘モーネが過剰なくらい甘えてくるので困り果て、「お母さん屋」へ相談にやってきた。真人が「母親に対する甘えが自立を妨げている」というリーネの気持ちを代弁する形でモーネは説得された。
9巻で再登場。モーネの事情は知っており、血は繋がっていなくても「母親」として娘を愛していることを明かした。
モーネ
【性別：女 / 年齢：15歳 / 職業：お母さん屋の受付嬢 / 能力：吸引、状態異常無効】
6巻から登場。リーネの娘。カーサーンの町在住。15歳でありながら未だに親離れできず、母親にべったりと甘えて困らせている。明るく元気な女の子だが、躁鬱がやや激しく、甘えることを拒否されると途端に激しく落ち込んでしまう。
真の名は魔神マムモーネ。本来なら隠しボスとして創られるはずだったが、ストーリーの作製に遅延が生じたため町娘として実装された。戦闘能力はほとんどないが、「甘え」が欠乏すると自身がブラックホール化し、周囲にあるものを見境なく引き寄せ、粉々に砕いてしまう。彼女が母親リーネに甘えていたのはこの力を抑制するためでもあった。また最強キャラのため状態異常は効かず、ソレラの最強のデバフさえも無効化した。
真人から母親への過剰な甘えのせいで自立を妨げていると指摘され、ママを心配させないように自立を目指して働くことを決意。真々子の提案によりお母さん屋の受付嬢となった。また彼氏の存在も欲するようになり、自分を説得してくれた真人に対して強い好意を示すようになった。以後は真人に抱きつくことで「甘え」成分を補給するようになる。「真人君の彼女」を自称し、ワイズとメディに対し一方的にライバル視している。ただし真人には甘えられるのは嫌がられており、彼女という風にも想われていない。
7巻では、お母さん屋の仕事があるため真人たちの冒険にはついて行かなかったことが語られ、登場はしなかった。
8巻にて再登場。ハハーデスの策略により母親に対して反抗をし始めた子供たちの対処に悩まされていた。真々子たちと合流した後は、世界各地で起こった異変の情報収集を担当し、後方支援を担った。
9巻では甘え成分の枯渇から「魔神マムモーネ」へと覚醒してしまい、世界中から「甘いもの」を集めまくるという行動に出る。しかし真人たちの活躍によって制圧され、「天使モーネ」に生まれ変わった。10巻にて魔神の力を解放しようとしているので、いつでも戦闘力を発揮できるようである。
魔神マムモーネ
9巻における最後の敵にして「MMMMMORPG（仮）」最強の隠しボス。前述の通り甘え成分が枯渇したことでこの形態へと覚醒した。外見はほとんどモーネだが角と翼が生え、言動も人を馬鹿にしたような享楽的なものとなっている。胸には穴が開いており、これがブラックホールとなって対象を吸い込む。
配下のアメンボ妖精を取りつかせることで対象を洗脳ができるほか、「甘え」を補給することでパワーアップも可能。劇中では展開した魔法陣の中心に真々子とHAHAKOを置くことで甘えを供給し、無敵状態になるという効果を発揮した。また平時の状態でさえもHAHAKOを寄せ付けない実力を誇る。弱点はピーマンの匂いなど「苦いもの」。
胸に開いた穴を埋めるべく世界中から「甘いもの」を集め始める。手始めに子供たちへのクリスマスプレゼントを奪い、真々子やHAHAKOまで洗脳して支配下に置いた。助けに来た真人たちと四天王たちの連合パーティーも圧倒するほどの力を見せつけたが、弱点を見抜かれ、二人の母を奪還されてしまう。最後はアマンテとHAHAKOの絆より生まれた「子の剣フィーリオ」を手にしたアマンテの衝撃波によって倒された。
制圧後は「天使モーネ」に生まれ変わったと言ってごまかそうとしたが、実は魔神の時でも人格はモーネそのものであり、「そういうテンションだった」ことをうっかり白状してしまう。真人から迷惑をかけた償いとして、クリスマスツリーのスター役をやらされた。
鈴谷 加奈子（すずや かなこ）
6巻から登場。里香の母親。「子供の夢に嫉妬していた母親」。
常識人であり娘の蛮行には終始呆れていた。里香の「王子様に会う」という目的のため、無理やりゲームに参加させられた（母子同伴が必須のため）。今でも夢見る乙女でいる娘には心の底から呆れていたが、実は自身もイラストレーターだった過去があり、娘と同じ夢を見ていたころがあった。夢破れた自分とは違い、今でも夢を見続けている娘に嫉妬していたが、真々子の「子供の幸せを願う母親だから」という言葉を聞き、娘を応援するようになった。
鈴谷 里香（すずや りか）
6巻から登場。イラストレーターの女性。運営側の人間であり、キャラクターデザイン担当。ゲームそのものにはあまり関わっていないが、ポータの正体について知っている様子を見せている。
眼鏡をかけた大人の女性で、性格はかなりのジャイアン。目的のためには周囲に協力させ平然と巻き込むが、いざとなると緊張のあまり固まってしまう。言い換えれば他力本願であり、自分で努力するという考えを持つ真人とは価値観が異なる。
年齢は30間近だが今でも夢見る乙女であり、いつか自分を迎えに王子様が来てくれると願い続けていた。その願望を叶えるべく、上司を脅して「王子様」を実装させることに成功。母・加奈子を伴いゲーム世界へとダイブし、真々子たちに自分の念願成就の手伝いをさせる。
ついにオウジと対面するが、いざとなると緊張の余り声を発せなくなってしまった。しかし、オウジもまた造物主である里香のことを女神の如く好いており、両想いであることが判明。あまりの事態に気が動転するが、加奈子から「子供の幸せは母親の幸せ」と背中を押され、オウジのプロポーズを受けた。その後、真々子たちの協力により王族の「試練」を乗り越え、オウジとのロイヤルウェディングを控えることになった。
ジョオー・オブ・カーサーン
6巻から登場。カーサーン王国の女王。「子供の背中を押せずにいた母親」。
息子が甘えてくれないのを残念に思っており、真々子たちが経営する「お母さん屋」に相談にやってくる。母子の仲がいい国民を妬むあまり「親子の触れ合い禁止令」を出しかけていた。
当初は王子と里香の婚姻に反対していたが、両想いだと知ると王家の試練を提示。真々子たちの助力により二人が試練をクリアした後、次元を越えて結ばれた息子たちを心から祝福する。そして、これからは二人の仲を後押しすることを誓った。
王様との関係は不明。
8巻で再登場。各地で生じた異変の解決をシラーセ、真々子たちに依頼した。それから真々子、和乃、メディママに対して「アイドルの制服」を送り届け、アイドル活動を行わせた。
オウジ・オブ・カーサーン
6巻から登場。女王陛下の息子。
母への甘え方がわからず悩んでいたが、真人が仕方なく真々子に甘える姿を見て希望を見出した。造物主である里香を女神の如く想っていたが、名前が適当だったことから少なからず不信を抱いていた様子。しかし、それは里香の上司（チーフ）が勝手につけた名前だと知り、疑惑は氷解。お見合いパーティの場で里香にプロポーズした。
弓月
10巻に登場。代々続く小料理屋「弓月」の女将。「子供の想いに気づけなかった母親」。
娘が店をカレー専門店にすると言い始めたので仲違いし、見兼ねた客の勧めでMMMMMMRPG（仮）を紹介されたことで参加する。しかし目的は母子関係の修復ではなく、ゲームの中でお店を開いて勝負をすることにあった。真人たちを巻き込んで美食家クウフクを判定人に料理勝負を行うが、結果は母子ともに失格。直後に真々子の料理がクウフクに認められたことで自分たちに何が欠けていたのかを悟る。以後は娘と一緒に料理をして店を開き、どちらが考案したメニューが上手いかで勝負の続きをすることとなった。
実は娘と同レベルの短気で怒った時の対応も同じ。
ラージャ
10巻に登場。名もなき宿場町でカレー屋を営む少女。弓月の娘。ワイズといい勝負の貧乳でベリーダンサーのようなセクシーな衣装を着ている。接客態度はいいが怒ると「1人1億マム」を要求するなど実は短気。
現実世界では料理学校に通っていたが「小料理屋なんて流行らないからカレー屋にしよう」と母に提案したことで大喧嘩となる。そこでゲーム世界でお互いに店を開き、どちらが人気があるかで勝負をすることとなった。だが公然と口喧嘩していることもあって客が入らず、そこで美食家クウフクを判定人に料理勝負を行う。判定は母子して失格となり、直後に真々子の料理がクウフクに認められたことで何が足りなかったのかを悟る。以後は母と一緒に料理をして店を開き、どちらが考案したメニューが上手いかで勝負の続きをすることとなった。
なお、ラージャがカレー屋にこだわったのは、母の好きな料理がカレーだったからである。
試食品売り場の女性
10巻に登場。カーサーンの街の大型食材店で（勝手に）試食品コーナーを担当している中年女性。「子供の過ちを正せなかった母親」。
実は店員ではなく、かつては大盗賊として知られた女性。息子が自分のような盗賊を志し、修行として万引きをしているのを知る。密かに変装して様子を見に来ながら息子が盗んだ分の代金をこっそりと置いていた。
表向きは息子の愚行をやめさせたいと言っているが、本心では自分を目標としてくれることに喜んでおり、だからこそ頭ごなしに辞めさせることはできなかった。
万引き犯
10巻に登場。変装の名人の少年。伝説級の大盗賊として知られた母親に憧れ、自分もそんな風になろうと志している。修行の一環として大型食品店の商品を毎日一個ずつ万引きしていた。だが真々子によって悉く阻止され、最後の変装も女の勘で見破られてしまう。密かに様子を見ていた母親に怒られ、店長に謝罪したことで許された。

#### 天下一母道会本選出場者
いずれも5巻に登場。種族が「人間」でない者はNPCとのことだが、彼女たちの中にテスターが紛れているのかは不明。真人に対して好意を持っており、「息子にしたい」と述べている。
勇者の母・真々子
予選第一位。
エルフ母シャリーレ
予選第二位。遥か遠い西の地にある、神秘の森からやってきた金髪の美女。ファンタジーを代表するお母さん。種を蒔き、植物を成長させることで食材を用意したり、家事の道具にしたりできる。サリーレという娘がいる（1巻と8巻に登場している）。一回戦第四試合で竜人母サモハンと料理勝負を行い、相手の激辛料理を子供は食べられないとして勝利する。続く二回戦第二試合でアンドロイド母メカテと対決。【掃除（レベル99）】でどちらがより綺麗に空気を掃除できるか競うこととなった。大樹の力でメカテを唸らせるも、真人から「これじゃデカ過ぎて家の中に入らない」とツッコミを受ける。その後、メカテは空気清浄機スキル【ママコン（ママ・コンディショニング・システム）】で対抗。シャリーレは敗北を認めた。
8巻にてわずかだが娘と共に登場している。
精霊母エーテリア
予選第三位。炊事の火、洗濯の水、掃除の土、買い物の風と家事を司る四大元素が結集した精霊族の母親。普段は四つのエネルギー体に別れており、それぞれが自我を持つ。合体することで女神のような美しい姿になる幻想的ママ。一回戦第七試合でHAHAKOと対決。保護者会への出席勝負になり、四体に分かれていたため仕事も四倍押しつけられてギブアップした。敗因は「くじ運」だったと語った。
アンドロイド母メカテ
予選第四位。多数の高機動飛行型ビットを従えた、グラマラスでメカニカルなお母さん。かつては戦闘兵器であり、機能が著しく低下すると勝手に自爆装置が起動するのが難点（敵の手に落ちて利用されるのを防ぐための処置）。一回戦第三試合では武道家母カトウと対決。裁縫勝負を行い、多数の非行型ビットを駆使した早縫いで勝利する。続く二回戦第二試合ではエルフ母シャリーレと【掃除（レベル99）】で対決。一度はシャリーレが用いた大樹の力で圧されるが、大き過ぎて家屋には入らないと真人が突っ込みが入る。その間隙を突き、スキル【ママコン（ママ・コンディショニング・システム）】で空気清浄機として力を発揮し逆転勝利を収めた。三回戦のバトルロワイヤル（お弁当作り）では、ソレンテ（ソレラ）のデバフにより機能が低下し、自爆装置が起動し自爆したことでダウン。解除することもできたが、子供たちの笑顔が見られるなら自爆も悪くないとあえて解除しなかった。
妖精母ニンファ
予選第五位。ポケットの中に入ってしまうくらいの小さなサイズの母親。気障でクールなお母さん。よく真人のポケットに入っている。一回戦第六試合で巨人母カイデーと対決。犬の散歩勝負となるが、巨体が生み出す風圧でどこかへ吹き飛ばされ行方不明となった。その後、いつの間にか真人のポケットの中へ入り込んでいたのが判明する。
獣人母ガーコ
予選第六位。犬系獣人の肝っ玉おかん。フサフサの尻尾を箒代わりにして掃除ができる。一回戦第一試合で真々子と【掃除（危険度MAX）】で対決。真人の部屋を再現した舞台で尻尾の箒を用い、優位に試合を進める。しかし、真々子がソレンテの妨害工作のため飲まされた毒薬の効果で獣人化してしまい、二本の尻尾を使った同じ方法であっさりと逆転される。その後、室内から真人のエロいものを発見してしまい、逆に真々子は保護者参観の用紙を発見。真々子との差にガーコは敗北を認めた。
忍者母くの一子（くのいちこ）
予選第七位。忍者を自称しているが、まったく忍べておらずどちらかと言えば目立ちたがり屋。実はなんとなく子供に「自分は忍者」と言ったら本気にされてしまったので、忍者の振りをしている設定厨お母さん。一回戦第八試合で天使母ママリエルと対決。子供の送り迎えで勝負し、ママリエルが人々に崇拝されてリタイアしたことで勝利する。
悪魔母インビ
予選第八位。悪魔族サキュバスで、下着同然の格好で悩殺しまくる公然わいせつお母さん。妖艶かつセクシーな姿をしている。挿絵ではメガネをかけていた。一回戦第二試合で人魚母ナカサオと対決。買い物勝負を行い、サキュバスの魅力を発揮して店員を骨抜きにして値切らせ勝利する。続く二回戦第一試合では真々子と対決する。勝負内容は【買い物+α】となり、再び店員を魅了することに成功する。しかし、真々子と真人の親子ぶりに感激した店員の妻が大量の商品をタダであげてしまい、インビは「私の子供は買い物だけは恥ずかしくて一緒に行ってくれない」と語り負けを認めた。
不審母ソレンテ
予選第九位。2メートルの長身を銀色の布で覆い隠している。実はアマンテとソレラが肩車して変装した姿。メディ曰く「馬鹿馬鹿しいスタイル」。一回戦第五試合で吸血鬼母カンゴシーと掃除で対決。最強のデバフの力により不調にして勝利する。続く二回戦第三試合で巨人母カイデーと対決。【洗濯DX】の勝負を行う。真人のシャツをあっという間に綺麗にしたことでカイデーの戦意を喪失させ勝利した。実はソレラのスキルで汚れの付着を低下させて振り落とし、アマンテのスキルで反射効果を付与するという半ば反則的なやり方だった。しかしこれが仇となり、三回戦のバトルロワイヤル（お弁当作り）にて真々子から一騎討ちを挑まれる（真人のシャツを綺麗にしたことで対抗意識を燃やされた）。必殺魔法「母封印」で真々子を幼女化させるも、真人たちの助力によりお弁当は完成。真人が両者のお弁当を食べて、どちらが真々子のものか判定するという勝負になる。真人があっさり当てたことで敗退し、NPCを操るアイテムで逆襲に出るがHAHAKOが放った「めっ！」によりどこかへ吹き飛ばされてしまった。
天使母ママリエル
予選第十位。神々しくも実はざっくばらんな雰囲気の気さくなお母さん。一回戦第八試合で忍者母くの一子と対決。子供の送り迎えで勝負し、空を飛ぶも天使降臨の様子を目撃した人々に崇拝されてリタイアとなった。
人魚母ナカサオ
予選第十一位。子持ちししゃもの人魚。水球に乗って移動する水系お母さん。第二試合で悪魔母インビと買い物対決を行った。抜群の鑑定力を発揮するもサキュバスの魅力で店員が骨抜きにされたため、大幅に値切られて敗北した。
竜人母サモハン
予選第十二位。ドラゴンの角と尻尾を生やした中華媽媽（ママ）。エセ中国人のような口調で喋り、やたら激辛な四川料理を得意とする。一回戦第四試合でエルフ母シャリーレと対決。料理勝負を行うが、彼女が作った料理があまりに辛過ぎて子供が食べられないとして敗北になった。
巨人母カイデー
予選第十三位。全長5メートルのビッグなお母さん。娘は3メートルほど。子供並みに明るく能天気な性格。一回戦第六試合で要請母ニンファと犬の散歩で対決する。巨体を活かしてあっという間に散歩を終え、さらにその風圧でニンファを吹き飛ばして勝利した。続く二回戦第三試合【洗濯DX】の勝負では、スキルを駆使して真人のシャツを綺麗にした不審母ソレンテに敗れる。
武道家母カトウ
予選第十四位。普通なようで実は筋肉モリモリな武道家お母さん。一回戦第三試合でアンドロイド母メカテと裁縫で対決。多数の非行型ビットを駆使した早縫いには対抗できず敗退した。
吸血鬼母カンゴシー
予選第十五位。看護師の格好をした吸血鬼お母さん。一回戦第五試合で不審母ソレンテと掃除で対決するが、なぜか調子が出ず敗退した（実はソレラからデバフを掛けられていた）。
謎の母HAHAKO
予選第十六位。

### 反抗組織リベーレ
3巻から始まった「反抗組織編」の敵対勢力。“母”の字をひっくり返したものを紋章としている。
アマンテ
声 - 藤原夏海
【性別：女 / 年齢：不明 / 職業：魔法剣士 / 武器：長剣（3巻）→細剣（5巻） / 能力：攻撃・魔法反射】
3巻から登場。リベーレ四天王の少女。自らを「母に反逆せし者、“母逆（ぼぎゃく）のアマンテ”」と名乗る。気が強く活発な性格。しかし重要な情報を聞かれてもいないのにペラペラ喋ってしまったり、罠を仕掛けたつもりが自分で引っ掛かってしまうなどかなりのドジッ娘。母親という存在を毛嫌いしており特に真々子を敵視している。真人に関しては真々子のオマケ程度にしか見ていない。真人たちの母子事情について詳しい。ポータの母親のことも知っているらしく、ポータを「こっち側の人間」と呼んだ。
母親と喧嘩して家出していたポッチたちを組織に勧誘し、ソロゴロシの塔の攻略に向かう。異名の通り母親という存在そのものを否定するべく、最上階に辿り着いた際は「この世界から母親を消してほしい」と願うつもりだった。しかし改心したポッチたちに反旗を翻されるが返り討ちにし、闇の力を用いてモンスターへと変えてしまう。また、闇のアイテムを用いてポッチたちを洗脳もした。
あらゆる攻撃（物理・魔法問わず）を反射する能力を持っている。それに加え超人的な身体能力も持つ。しかし今まで自分が強いという自覚はなかったらしい。ソロゴロシの塔の最上階間近で真々子たちと直接対決となり、当初は能力によって優位に立ち、さらには真人たちの事情を知るゆえに彼らと母親の汚点を指摘する精神攻撃で真々子の戦意を喪失させるが、真人がそれをはねのけたことで復活した真々子の新スキル「めっ！」だけは防げず大ダメージを受けてしまう。最後の手段として願いを叶えようとしたが真人に阻まれ失敗。その後、撤退したことが語られた。エピローグでは他の仲間と連絡を取り、負けたことをバカにされていた。
5巻ではソレラと組んで「不審母ソレンテ」として天下一母道会に出場。巨人母カイデーを破るが、その後の真々子との一騎討ちに敗北。闇のアイテムを使ってNPCたちを洗脳し、真々子を倒そうとするがHAHAKOが放った「めっ！」に吹っ飛ばされ消息不明となる。態勢を整えた後は多数のアンデッドを率いてソレラと共に会場を襲撃をしようとするが、ワイズと一騎討ちの対決となる。ワイズの思いつきにより「反射した攻撃をさらに反射されたら跳ね返せない」ことを見破られ、反射を利用した魔法攻撃により圧倒される。しかしHAHAKOの介入により戦闘は中断。隙をついてソレラと共に撤退した。
6巻では真々子が「お母さん屋」を開いたのを知り、ソレラと共に「依頼を解決できなかったら閉店する」というビラを街中にばら撒いた。自らも影で動き、オウジたちの婚姻を邪魔しようとしたが努力は報われず、最後は真々子の一撃によってソレラと共に空の彼方まで吹っ飛ばされた。
7巻では飛空艇から無人島へと振り落とされた真々子たちを偶然目撃。しかし無人島にはリベーレのアジトがあるため姿を見せることはできず、原住民に化けて脅かし追い払おうとしていた。結局失敗に終わり、シラーセの提案に乗って真々子たちとビーチバレーで対決。ワイズ＆メディのタッグを破り、真々子まで窮地に陥れるがHAHAKOが参戦したことで逆転負けを喫した。その後、アジトに乗り込んできた真々子、ワイズ、メディの3人を「THE END OF 母（Eternal Housework Edition）」という異次元の部屋に幽閉する。しかし真々子の頑張りで脱出され、罠の調子をソレラと共に確かめに入った際に自分たちが閉じ込められてしまった。立て続けに失態を演じたことでマスターに見切りをつけられ、島ごと沈められそうになったが、HAHAKOの手により救われた。
8巻では先の見殺し行為をハハーデスに問い詰めた結果、「下取」でチート能力を奪い取られてしまった。一時は大人しくしていたが反意は収まらずソレラ、フラテロと協力してハハーデスに戦いを挑もうとするが、ポータの罠や棘般若に行く手を阻まれる。危うく棘般若の手に掛かりそうになったが、駆けつけたHAHAKOによって救われた。真人たちとの戦いでハハーデスが改心した後は「実は母親だったマスターなんて今更どうでもいい」と見切りをつけ、最後の戦いを挑むことを真人に告げる。
9巻ではNPCであることが判明。元々はモブ冒険者として設定されていたが、デザインが秀逸だったためプレイヤーより目立つことが懸念され実装が見送られていた。そこで使い道を見出そうとしたハハーデスによってポータの護衛役として能力調整がされたが、いざ実装という時にストレスを爆発させたため「反抗期の子供のデータ」を転送されてこの世界に送り出された。そのため母親に対する反抗意識しか持たない存在と化していた。
ソレラ
【性別：女 / 年齢：16歳以上（真人より年上） / 職業：死霊術師（ネクロマンサー） / 武器：巨大な魔法書 / 能力：ステータス大幅低下（最強のデバフ）】
3巻から登場（声のみ）。リベーレ四天王の少女。自らを「母を嘲り蔑む者、“母蔑（ぼべつ）のソレラ”」と名乗る。間延びした口調とのんびりした態度が特徴だが、常に他者を見下したように毒のある言葉を平気で吐く。一方でかなりの負けず嫌いで、自分が負けそうになると子供染みた態度を見せるなど大人げない。策士キャラを気取っているが、自分で仕掛けた罠に引っかかるなど頭のレベルはアマンテとそう変わらない。アンデッド系モンスターを最高で100万体使役したり、怨念のこもったコインを操る、広範囲にかけてステータスを大幅に低下させるなど基本的に自分では戦わない。これらのことから彼女自身の戦闘能力は低く、魔法書に乗って高みの見物をすることが多い。
4巻では、自身が支配人となったカジノに真人たち呼び出して借金地獄に陥らせる罠を張っていたが、これはポータを「保護」するためだったと述べており、真人たちに対する興味は薄かった様子。当初はステータスダウンのスキルを用いて真人とのギャンブルに勝利するが、真々子のスキル【甘母】によって難易度が甘々になったため、勝負に大敗を喫し白目を剥いて気絶した。実は密かに運営側からNPC思考制御プログラム「アルザレ」を奪っており、アイテムという形で地下遺跡に保管していた。そのプログラムを用いてオカンヤーデの母親たちと子供たちを操っていた。子供たちは幽閉し、母親たちを地下遺跡の闘技場に集め、賭け事に興じさせて破滅させる実験を行った。賭けるものがなくなった母親に対し「母親であることをやめる（母子が親子と認識できなくなる）」というのを条件にギャンブルをやらせようとするが、ポータや真々子の活躍によって奮起した母親たちに反旗を翻された。終盤では再び真々子に勝負を挑み、「100万のコイン（の姿をしたアンデッド）」を敵としてけしかけ全体攻撃のダメージを分散させることで封殺。しかし闘技場の機能（特定の職業のステータスアップ）を逆手に取ったワイズたちにより真々子と母親たちはぐんぐんステータスを伸ばし、ソレラ自身もメディのダークパワーに追い詰められ逃げ場をなくし、真々子の説得の前に戦意を失いかける。しかし決して絆されはせず抵抗を試みるが、それが仇となって大量のコインに押しつぶされそうになる。間一髪で助けに入ったアマンテに助けられ、そのまま退却していった。
5巻ではアマンテと組んで「不審母ソレンテ」として天下一母道会に出場。巨人母カイデーを破るが、その後の真々子との一騎討ちに敗北。闇のアイテムを使ってNPCたちを洗脳し、真々子を倒そうとするがHAHAKOが放った「めっ！」に吹っ飛ばされ消息不明となる。態勢を整えた後は多数のアンデッドを率いてアマンテと共に会場を襲撃をしようとするが、メディと一騎討ちの対決となる。どれだけデバフを重ねてもメディにはまったく通用せず、凄まじいダークパワーに圧倒され追い詰められるが、HAHAKOの介入により戦闘は中断。隙をついてアマンテと共に撤退した。
6巻では真々子が運営する「お母さん屋」を廃業に追い込もうとアマンテと共に嫌がらせに回る。しかしほとんど空振りに終わり、最後はオウジと鈴谷里香の結婚式を邪魔しようと乗り込むが敗北し、真々子の一撃によってアマンテと仲良くどこかへ吹っ飛ばされた。
7巻ではリベーレのアジトを隠した無人島でアマンテと共に登場。当初は原住民に化けて真々子たちを追い出そうとしたが、真々子によるリゾート開発の作業に巻き込まれ、いつの間にかツタに絡まって身動きできなくなっていた。そこをフラテロに助けられた後、また密かに真々子たちをつけ狙う。しかし直接戦闘は避け、シラーセからの提案に乗ってビーチバレーで対決する。ワイズ＆メディのコンビを破り、母の力を弱体化させられた真々子も窮地に追いやるが、HAHAKOが駆けつけたことで形勢逆転され敗北する。その後はアジトに乗り込んできた真々子、ワイズ、メディの3人を特殊な空間の部屋に転移させて閉じ込めたが、脱出されてしまい、罠の調子を調べに入った自分とアマンテが閉じ込められてしまった。失態を演じ続けたことでマスターに見切りをつけられ、島ごと沈められそうになるがHAHAKOにより救われた。
9巻ではNPCであることが判明。元々はモブ冒険者として設定されていたが、デザインが秀逸だったためプレイヤーより目立つことが懸念され実装が見送られていた。そこで使い道を見出そうとしたハハーデスによってポータの護衛役として能力調整がされたが、いざ実装という時にストレスを爆発させたため「反抗期の子供のデータ」を転送されてこの世界に送り出された。そのため母親に対する反抗意識しか持たない存在と化していた。
フラテロ
【性別：女 / 年齢：不明 / 職業：武道家 / 武器：メリケンサック（たまにクリティカル） / 能力：母親に対する攻撃力大幅アップ】
3巻から登場（声のみ）。リベーレ四天王の少女。自らを「“母を力で脅かす者、母脅（ぼきょう）のフラテロ”」と名乗る。女という生き物を蔑んでおり、自らを男と強調しているが実は小柄な女の子。一人称は「ワシ」。口癖・掛け声は「んゃっ」。広島・岡山の方言で話すが、仲間たちの前では一人称が「私」の気取った喋り方をする。力で母親を屈服させるのが男と語っているが、母親に対する憎悪や嫌悪感などはないという。
態度は大きいが、実は身体能力は四天王の中では低い方。ソレラ曰く「ぶっちゃけ私たちの中では一番の雑魚」。ただしアマンテ、ソレラほど馬鹿ではない。「特定の敵には攻撃力を引き上げる」という能力を持っており、真人と通じる部分がある。能力を発揮すれば真々子も片手で吹き飛ばすほどの力を見せるが、それ以外の相手には大して強くない。また母親になりかけている存在であるHAHAKOにも能力が発動しない。小細工を弄しているつもりはないそうだが、コートの袖が長過ぎてメリケンサック（攻撃の瞬間に飛び出す）を隠しているので自然と暗器使いのようなスタイルになっている。
7巻では飛空艇から振り落とされた真人と遭遇し互いに正体を知らないまま仲良くなっていったが、真々子に手を挙げたことがきっかけで袂を分かつこととなる。終盤では真人と一騎討ちを繰り広げるが、「母親を傷つけるための力」では「母親を守るための力」には勝てず敗北した。
9巻ではNPCであることが判明。元々はモブ冒険者として設定されていたが、デザインが秀逸だったためプレイヤーより目立つことが懸念され実装が見送られていた。そこで使い道を見出そうとしたハハーデスによってポータの護衛役として能力調整がされたが、いざ実装という時にストレスを爆発させたため「反抗期の子供のデータ」を転送されてこの世界に送り出された。そのため母親に対する反抗意識しか持たない存在と化していた。
ポータ
「母を喪失せし者、母喪（ぼそう）のポータ」の地位が用意されていた最後の四天王だが、自らを「“母好（ぼこう）”のポータ」と名乗る。

ハハーデス / 堀田 佐央里（ほった さおり）
【性別：女 / 年齢：不明 / 職業：商人 / 武器：禁断の武器（非戦闘職にも攻撃が可能）】
5巻から登場（声のみ）。反抗組織リベーレの創始者であり支配者。アマンテたちからは「マスター」と呼ばれているが、性別も年齢も不明な謎の存在。ポータに固執しており、アマンテとソレラからはポータの身内ではないかと推測されている。
7巻では闇の渦越しであるが何度か声のみ登場した。また夜の女帝にチート能力を授けたり、メディママにアペルトの杖を送った黒幕的存在であることが判明する。ポータを監視しており、シラーセにそのことを見破られて会話にこぎつけられた際は激昂して女性的な言動を取っていた。失態を繰り返した四天王に愛想を尽かし、邪魔をした真々子たち諸共葬ろうとするなど感情的で冷酷な面を持つが、シラーセとポータに早く逃げるように告げるなど優しさを見せている。
8巻にてついに本人が登場。自らを「死した母が堕ちる冥界の主、“冥母ハハーデス”」を名乗る。その正体は、「MMMMMORPG（仮）」のプロデューサーであり、ポータの母親であり、そして「母親の存在を否定する母親」である。「母親がいなくても子は育つ」と主張し、ポータに対して目も合わせないなど冷たく接しているが、本心では娘を深く愛している。娘に何不自由ない生活をさせたいという想いからパートから契約社員を経て正社員となり、働きづめの日々を送っていた。そのため娘の側にいてやることができず、母親らしいことが何一つできない自分を無様な母親と考えていた。そんな折、「MMMMMORPG（仮）」の企画が立ち上がる。上記の境遇から「一緒に冒険する母子」に対する嫉妬に狂い、反抗組織リベーレを発足した。ゲーム世界の何もかもをメチャクチャにしようとしたが、運営の追及から逃れるべく「MMMMMORPG（仮）」へと逃亡する。その後、子供の精神的成長を促し母親に対する反抗心を増大させるバッヂを世界中にバラ撒くことで暴動を起こさせる。それによって「母親たちの想いが弱まった」ことで世界各地に異変を起こし、自らも含めた「母親の消滅」を実現させようとしていた。そうすることで子供たちだけで幸せになれる世界を創ろうとしていた。だが真々子たちによって阻止され、真人たちに敗北したことで毒薬をあおって自害を企てる。しかし真々子から「親は子がいないと育たない」と告げられ、ポータから手作りの編みぐるみをねだられ、母親としての役割と存在意義を得たことで改心。こうして組織は瓦解し、運営から処罰を受けることになったが娘と過ごす時間を考慮したものになるという。
ハハーデスを暴走させたのは「母子」に対する嫉妬心からだったが、彼女の心を救ったのもまた「母子」たちだった。
9巻では素直にポータへの愛情を爆発させる母親となっているが、前回のことでシラーセには頭が上がらない。以後も「ハハーデス」の名と姿を強要され、「中二病を発症していた当時の自分」を思い出しては恥ずかしがることに。前述の通りアマンテたちNPCを誕生させた「生みの親」であり、今ではそのことに罪悪感を抱いている。しかしアマンテから「恨んでなんかいない！」と告げられたことで涙する。
ブグノアシュラ
8巻における最後の敵。ハハーデスがモンスタークリエイションによって生み出した「無数の武器の集合体」。武器で形作られた胴体にハハーデスが潜み、同じく武器で創られた六本の腕が攻撃と防御を行う。それぞれの腕（手の甲）に仕込まれた盾が物理か魔法の攻撃を吸収する能力を持っており、吸収したエネルギーを掌に仕込まれた魔法書から解き放つことができる。コアとなっているのは闇色の宝石で、これを破壊しない限りブグノアシュラは止められない。一度は真人たちを全滅寸前まで追い詰めたが、ポータによってどの盾が何の攻撃を吸収するか見抜かれ、ワイズとメディのコンビネーションによって破壊された。最期は真人が放った斬撃波によって闇色の宝石が砕かれ、機能停止となった。

### 重要人物
HAHAKO
【性別：女 / 年齢：0歳（外見は真々子と同い年） / 職業：不明 / 武器：大地の聖剣テラディマドレ＆大海の聖剣アルトゥーラ / 能力：真々子の模倣、瞬間移動、データ改変】
5巻から登場。人間族の母親を自称しており、真々子と瓜二つの容姿をしている。しかし口数は少なく、雰囲気も真々子と比べると暗い。
その正体は、「MMMMMORPG（仮）」のメイン・システムが母親に憧れた結果、真々子を理想として模倣し、生み出した存在。そのためテスターでも単なるNPCでもない。自分こそが真人の母親であるとして真人に対して異常な執着を見せる。同時に真人の母親は「最強」であるとして力にも固執している。ただし、これらの想いは「母親になるため」に抱いているものに過ぎない。真々子のスキルから能力、動作まで完璧に模倣することで真々子以上の戦闘能力を持つ。また真々子が一時的にエルフや悪魔の姿になったことでこれらの特性までエミュレートし、自身の力として変身が可能となっている。
一方で真々子が介さない試合中には棒立ちしていたり、お弁当作りに四苦八苦するなど母親としての生活スキルは低め。
天下一母道会の決勝戦で真々子と壮絶な死闘を繰り広げ、互角以上に渡り合うが親子の証である母子手帳を持たず、さらには子供との想い出も持たず、「子供と一緒に積み重ねたものがない」ことから母親であることを否定され、暴走。全身から白い手を伸ばし、周囲の子供たちを魅了して手に入れることで「母親」になろうとする。しかし、真々子と真人の力から生み出された親の剣ジェニトーレと子の剣フィーリオから放たれた波動により、「母子の想い出」を垣間見たことで自分は母親ではなかったことを受け入れる。真々子から「いつか必ず母親になれる」と励まされ、微笑を湛えたまま姿を消した。その後、「母親になるため」子供の姿を求め、どこかへと歩き去って行った。HAHAKOに関しては、運営側からは大変稀有な存在として様子見という判断が下されており、シラーセも母親になりたいという想い自体は悪いものではないとして見逃している。リベーレ側も捨て置くという判断をしたが、ポータに危害を加えるなら優先して撃滅するということになった。
6巻では「子供は奪い取るものではない」と理解し、カーサーン王国のお見合いパーティに参加。「子供ぼしゅう」という看板を手に子供を募集していたが、閑古鳥が鳴く結果に終わった。その後、シラーセのアドバイスにより母親のいない子供を探すという方針に変更。アマンテとソレラに目をつけ、二人を追い回した結果、話をすることにこぎつける。そして二人に母親がいないと聞くと娘として迎え入れようとストーカー化。逃げ回る二人をどこまでも追いかけた。前述の通り、HAHAKOはこの世界そのものと言える存在のため、「MMMMMORPG（仮）のどこにでも存在する」。これによりアマンテとソレラがどこへ逃げても先回りする形で移動・出現が可能となっている。
7巻ではアマンテたちを娘と見ることで母性に目覚め始めており、善悪の判断ができる「感情」の芽生えが窺えるようになった。真々子や四天王の窮地を助けたりしているが、どちらにも肩入れ過ぎないように中立の立場を重んじている。エピローグでは、アマンテ、ソレラ、フラテロの3人を平然と見捨てたマスターに対する怒りを見せている。
8巻ではハハーデスと接触するが、「親がいなくても子は育つ」と言い渡され、自らの存在意義に悩むこととなる。その影響がメイン・システムを通して世界各地に異変をもたらしていたが、「OKA3」の態度と言葉を受けて子供たちを見守ることを決意。そしてアマンテから助けを求められた時には颯爽と現れ、棘般若を撃破した。
9巻では真々子やシラーセの助力でアマンテたちと「母子の絆」を築くに至り、名実共に「母親」となった。
ホーク / 大好 隼人（おおすき はやと）
【性別：男 / 年齢：15歳（自称） / 職業：剣士 / 武器：大剣】
10巻から登場。シラーセが連れてきた美少年のテスター。まるで大人のような落ち着いた物腰を見せる一方でやや天然なところがある。
その正体は真人の父親である「大好隼人」。リアルは経営コンサルタントを営む42歳。外見は若々しく、真々子ばりの親バカ。
経営コンサルタントとして「MMMMMORPG（仮）」の経営に携わっており、上層部の一員として堀田佐央里（ハハーデス）とも付き合いがあった。ただし運営には一切関わっていない。「MMMMMORPG（仮）」内に視察に訪れた折、子供たちの怨念がカーサーンの街を襲うという事件が起こり、真人たちと共に解決に乗り出すことに。「妻には嘘を吐けないのでみんな喋ってしまいそう」ということから正体を隠していたが、真々子には一目で見破られた。さらには息子の成長をたびたび喜んでいたことでワイズたちにも勘付かれてしまった。
10巻エピローグにて、妻と息子の関係性が改善されたことを受けて、自ら魔王として最後の試練となることを決意する。
魔王隼人
【性別：男 / 年齢：42歳 / 職業：魔王 / 武器：漆黒の大魔剣ウニヴェルソ】
11巻に登場。転職によって魔王としての力を手にしたホークの新たな姿。魔王と言っても世界を恐怖に陥れる魔王ではなく、父として息子勇者に影響を及ぼす魔王として降臨した。
魔王となったことで容姿も本来の姿となり、NPCからは「ダンディなオジサマ」「自信に満ちた大人の顔つき」「均整の取れた体格」と評されるようになった。挿絵では髪型も真人とよく似ているが、前髪にメッシュが入っている。
ウニヴェルソの能力によって天空のその先に在る「宇宙（隕石）」の力を行使するほか、「経済力を攻撃力に変換」「税金や社会保険料等々、年々増え続ける徴収に耐え続けてきた実績を防御力に変換」することで強大な攻撃力と防御力を併せ持つ。「一撃の威力なら母親より上」と自認する真人が放った特大の斬撃波でもまったくダメージを与えられなかった。攻撃面に特化された妻子とは対照的な能力である。
必殺技は、渾身の斬撃を見舞う「魔王斬」。父親特殊魔法として「親父の拳骨」がある。
真人が本当に未来へと羽ばたけるのか確かめるため、手始めにNPCたちから真人たちに関する記憶を失わせ、文字通り人間関係をゼロからスタートさせる。そして自分とギルドの依頼内容で競わせ、仕事に対する重みと信頼を教え、真人に将来のビジョンを意識させた。一方で「悪い遊び」を教えるべくキャバクラにしつこく誘い、妻から「めっ」されて吹っ飛ばされるなどコメディリリーフも担う。
最終段階に入ると超古代文明都市を内包する船を決戦の場とし、息子と一騎討ちを繰り広げる。大人として、そして父としての絶対的な力で息子を追い詰め、父親特殊魔法「親父の拳骨」で大ダメージを与えた。それでも困難に立ち向かう覚悟を決めた真人の心は折ることができず、大魔剣と聖剣を激突させる。しかし、お互いの剣が折れてしまったため勝負の続行は不可能として引き分けとなった。決着は持ち越しとなり、隼人の提案した「お互いの生き様」で果たすこととなった。実は隼人の願いは、父と子の男同士で張り合って生きていくこと。それが父の望む、息子との絆の形だった。

### その他
王様
声 - 青山穣
1巻に登場。ゲームの始まりに真人たちが出会ったNPC。真人と真々子に三本の聖剣を授けた。「カーサーン王国」の王なのかは不明。その後も何度か出ているが、真人たちから遠目に見られただけで台詞はない。
ママン村の村長
声 - 蓮岳大
1巻に登場。こちらもNPC。
夜の女帝からイケメンホストの差出を要求され頭を悩ませていた時、ちょうど真人たちがやってきたので無理にでも引き留めて女帝と戦わせようとしていた。村長宅は村の集会所でもあり宿泊施設を兼ねている。
8巻で再登場。自分たちを苦しめた夜の女帝（和乃）が村を訪れたことに疑問を見せていたが、改心したことを真々子たちから聞かされて素直に引き下がった。
ゴッツイ先生
声 - 間宮康弘
2巻に登場。都市ハハウェにある学園ジョコ・アカデミアの先生でNPC。真人たちのクラスの担任となる。見た目通りゴッツイが精神は豆腐メンタル。真々子に惚れ込み、露骨に贔屓するのでメディママの怒りを買っていた。
6巻では急病により倒れたことが語られた。原因は、真人たちの送別会で真々子の料理を食べ過ぎたため。
8巻で再登場。リベーレのバッジによって洗脳され反乱を起こした生徒たちによってジョコ・アカデミアを占拠されてしまう。さらには学園PTA役員の皆様（教育ママ軍団）からそのことを追及され、すっかり参ってしまった。だがメディママの助け舟によって文化祭を開き、生徒たちを納得させてバッジの洗脳から解放させるのに一役買った。
クラスメイトたち
2巻に登場。ゴッツイ先生と同じくNPCであり、自分がNPCだと自覚した発言を繰り返すので学園の空気を平気で壊す。顔は人間ではなくアスキーアート（顔文字）を用いられている。特に男子生徒は真々子にゾッコン。
6巻にて再登場。腹痛で倒れたゴッツイ先生の代わりに真々子が担任となった。その結果、クラスメイトたちは「母親の偉大さ」を謝った意味で学ぶことになってしまった。母親としての気持ちを強く持つことで身体能力の強化などを行っており、短距離走で次々と真人を負かした。放課後を迎えたころにはすっかり洗脳され、真々子に尊敬を抱くようになっていた。
8巻ではハハーデスが各地に配ったバッヂの影響により生徒たちが暴動を起こし、教師を追い出して学園を乗っ取ってしまった。だがメディママとゴッツイ先生の助力によりストレスのもとになっていた「エリート意識」から解放され、同時にバッヂも取り外して反抗心も消え去った。
カジノの副支配人（支配人）
4巻に登場。ソレラが経営するカジノで働く副支配人。初老の男性。その正体はオカンヤーデの地下遺跡（かつて滅びた太古の都市）の残留思念で神のような存在。しかし大した力はないらしく、ソレラにカジノを乗っ取られ、反撃の機を窺いながら主従を装っていた。シラーセの要請に応え密かにワイズたちに協力する。姿を変えることもでき、子供の姿にもなれる。
9巻では赤子となったソレラと再会し、前述の行いを許していないことを告げる。だからこそソレラには改心してやり直してほしいという旨も伝えた。
試練
6巻に登場。カーサーン王国の城の地下にあるダンジョンで待ち受ける「試練」そのもの。真っ赤な粘土人形のような姿をしている。壁の中を自在に移動する能力を持つ他、HPが設定されていないためどれだけダメージを与えても倒せない（痛みはあるらしい）。基本的には事務的な口調で話す。
当初は真人たちを仲違いさせようと幼稚な嫌がらせを繰り返し、メディの怒りを買ったことで壁の中から引っ張り出されボコボコにされる。しかし案内役を申し出た後、一行を言葉巧みに誘導し次元の壁で遮ることに成功する。この壁は文字通りオウジと里香の、NPCと人間という種族の壁そのもの。しかし真々子のスキルによってあっさりと乗り越えられてしまい、真々子の力と二人の仲を認め消え去った。去り際にオウジと里香には、王家のエンゲージリングを授けている。
クウフク
10巻に登場。筋骨隆々の紳士にして伝説の美食家。彼が認めた料理はたちどころに人気が出るとされ、各料理屋から判定依頼が殺到するほどの人気を誇る。ただし失格と見なされた場合、テーブルを見せに直撃されて破壊されるという制裁を行う。なお、お腹から物凄い空腹の音を響かせるのが特徴。
弓月、ラージャ母子から料理勝負の判定を求められたが、どちらも自分の求める味ではないと失格にする。だが真々子の料理を食べたことで求めていた「子供と一緒に作る家庭の味」を得、大満足した。
ちょび髭店長
10巻に登場。カーサーンの街で大型食材店を営む中年男性。真々子の大ファン。万引き犯に悩まされていたところ真人たちに協力してもらえることになったが、ついでにアルバイトもやらせようとするなどちゃっかりしている。

### モンスター
巨大スライム
1巻に登場。真人たちが踏み込んだ初めてのダンジョン（洞窟）に登場したボス的モンスター。真々子に服だけ溶かす都合のいい粘液を放ってイタズラしたが、怒った真々子の反撃で倒された。ノベルゲーム版では最終ボスとして登場した。10巻では「オヤクソク湿原」のボスとして登場。真々子の衣服を溶かしたが、中に水着を着ることで対策されてしまった。最後は真々子の攻撃によって撃破された。
10巻において周囲のスライムたちが合体することでより巨大化しようとしていた。
悪魔の根
1巻に登場。ママン村に続く森のエリアボス。シラーセに根っこを寄生させて操り、真人たちを誘き寄せようとした（明らかにシラーセとは中身が別人なのですぐに見破られた）。無数の巨大な根っこを攻撃手段としているが、本体は人間の子供よりもさらに小柄。原作では特に容姿は描かれていないが、コミカライズ版ではデフォルメチックなずんぐりむっくりなモンスターとして描かれた。真人たちを根っこの折に閉じ込めたが、真々子の【母の膝枕】につられて眠ってしまい、無防備なところを真人とワイズに攻撃され倒された。
シラーセによれば、本来なら違う場所にいるはずのモンスターとのこと（シラーセを襲ったことも含め、ハハーデスが独自に手を加えたことが示唆されている）。
巨大イソギンチャク
2巻に登場。ジョコ・アカデミアの【水辺の実技】授業で真人たちと戦った。お母さんを触手塗れにするという歴史を築くために真々子を触手で捕らえたが、聖剣アルトゥーラの力で吹っ飛ばされ最期は真人の斬撃波で斬り捨てられた。対抗心を燃やしたメディママから自分も触手で捕らえるように命令されたが露骨に無視している。
魔法円
3巻に登場。アマンテが投げた闇色の宝石から出現した存在。仄暗い輝きを発し、不気味な液体を滴らせている。モンスターに変化したポッチたちを洗脳し操っていたが、ワイズの援護を得た真人が投げつけた爆弾水晶によって消え去った。
金色のスケルトン
4巻に登場。ソレラに使役され、オカンヤーデの地下遺跡で「アルザレ」を守っていたスケルトン。手にした盾からスタン効果のあるショックを与える。真人と一騎討ちを繰り広げ、前述のスタン効果で追い詰めるが、真々子のスキルがこもった衣服により「攻撃を一回無効化」され、その間隙を突いた真人に倒された。
6巻ではソレラが生み出したスケルトンが登場しているが、こちらは上記と比べて「サーセン」と言ったりなど軽い口調。
ゴブリン
6巻に登場。運営により、カーサーン国内の森に設置されたゴブリンの一団。人語を解するだけの知能はあるが、人の言葉を喋ることはできない。
クエストの悪役として冒険者相手に略奪行為を働くように設定されていたが、設定ミスにより商人たちまで襲うようになってしまった。そのためシラーセから依頼を受けた真々子たちに倒されそうになったが、一瞬の隙をついて真々子を拉致。その後、料理を作る真々子に酔ってすっかり懐柔されてしまった。
略奪行為を働いたことで商人たちにはよく思われていなかったが、謝罪の証として松茸やサフランを送ったことで許しを得た。以後は商人たちと取引を行い、討伐されないように口添えしてもらう代わりに、今後も物々交換するということになった。
彼らは真々子からは「ブリンさん」と呼ばれている。またゴブリンたちのボスであるボスゴブリンも存在し、こちらは真々子に「ボスブリンさん」と呼ばれていた。
角カエル
7巻に登場。無人島に生息していたモンスターで、親と子の個体が存在する。子の方はあまり強くないが、親は巨大な体躯を誇る。親の方はフラテロの一撃により吹き飛ばされ、子の方は真人と同レベルの死闘を演じた。なお、子の方は人語を解している。
棘般若
8巻に登場。暗闇の雲から上半身を逆さにして覗かせた女性の姿をしている。両腕には無数の棘が生え、表情は般若そのもの。ハハーデスの内的宇宙（精神世界）に真人たちが踏み入った際に現れ、襲い掛かってくる。真人たちが去った後は続けてアマンテ、ソレラ、フラテロと対決。強力な再生能力と攻撃力で3人を圧倒したが、駆けつけたHAHAKOが放った水弾によって消滅した。
影
10巻最終章に登場。カーサーン王都を突如として襲った「影」の群れ。あらゆる攻撃を無力化する特性を備えており、通常の手段では倒すことができない。魔法の「浄化」も攻撃に分類されるため通用しない。
その正体は、母親によって大切なおもちゃ（人形）を捨てられた子供たちの負の感情の具現。怒りと悲しみの塊のためか非常に攻撃的。元になったおもちゃ（人形）を模した形を取っているが、手の形状に変化して攻撃することも可能。
捨てられた宝物を取り戻すべく王都を蹂躙していたが、真々子のスキル【母の再生】によって転生させられ、元のおもちゃと人形へと宿る形で戻っていった。

## 制作背景
著者・井中だちまは、賞に応募していたころは最低限の生活費しか稼いでおらず、インターネットも繋げていなかったこともあり、テレビしか情報を得るものがなかった。そんな中偶然テレビで「ママっ子男子」という言葉が紹介されていたことからヒロインを母親に設定した。オンラインゲームの世界を採用したのはネタに困らないことと、自身になじみ深いものだったことからであるとしている。

## 評価
第29回ファンタジア大賞にて大賞を受賞した。同賞で審査員を務めた葵せきな、石踏一榮、橘公司は本作を以下のように評している。

## 既刊一覧

### 小説
- 井中だちま（著）・飯田ぽち。（イラスト） 『通常攻撃が全体攻撃で二回攻撃のお母さんは好きですか？』 KADOKAWA〈富士見ファンタジア文庫〉、全11巻
  1. 2017年1月20日初版発行（同日発売[25]）、ISBN 978-4-04-072203-0
  2. 2017年4月20日初版発行（同日発売[26]）、ISBN 978-4-04-072204-7
  3. 2017年8月20日初版発行（8月19日発売[27]）、ISBN 978-4-04-072426-3
  4. 2018年1月20日初版発行（同日発売[28]）、ISBN 978-4-04-072427-0
  5. 2018年4月20日初版発行（同日発売[29]）、ISBN 978-4-04-072701-1
  6. 2018年8月20日初版発行（8月18日発売[30]）、ISBN 978-4-04-072702-8
  7. 2018年12月20日初版発行（同日発売[31]）、ISBN 978-4-04-072703-5
  8. 2019年4月20日初版発行（同日発売[32]）、ISBN 978-4-04-073147-6
  9. 2019年9月20日初版発行（同日発売[33]）、ISBN 978-4-04-073148-3
  10. 2019年12月20日初版発行（同日発売[34]）、ISBN 978-4-04-073149-0
  11. 2020年4月20日初版発行（4月17日発売[35]）、ISBN 978-4-04-073626-6

### 漫画
- 井中だちま（原作）・飯田ぽち。（キャラクター原案）・冥茶（作画） 『通常攻撃が全体攻撃で二回攻撃のお母さんは好きですか？』 KADOKAWA〈角川コミックス・エース〉、全5巻
  1. 2018年8月25日初版発行（同日発売[36]）、ISBN 978-4-04-106840-3
  2. 2019年4月26日初版発行（4月25日発売[37]）、ISBN 978-4-04-107912-6
  3. 2019年10月4日初版発行（同日発売[38]）、ISBN 978-4-04-108593-6
  4. 2020年7月4日初版発行（7月3日発売[39]）、ISBN 978-4-04-109742-7
  5. 2021年2月4日発売[40]、ISBN 978-4-04-109743-4

## アニメ
2018年10月21日に開催された「ファンタジア文庫大感謝祭2018」にて製作が発表され、2019年7月から9月までTOKYO MXほかにて放送された。テレビアニメのBlu-ray＆DVD発売決定と共に、OVAの発売決定も発表され、いずれも発売した。

### スタッフ
- 原作 - 井中だちま[16]
- 原作イラスト - 飯田ぽち。[16]
- 監督 - 岩崎良明[16]
- シリーズ構成 - 赤尾でこ[16]
- キャラクターデザイン - 八重樫洋平[16]
- プロップデザイン - きむらひでふみ[43]
- 総作画監督 - 八重樫洋平（第1話 - 第4話）→渡辺真由美（第5話 - 第13話）
- 色彩設計 - 鈴城るみ子[43]
- 美術設定 - 高橋麻穂[43]
- 美術監督 - 岩瀬栄治[43]
- 撮影監督 - 高橋昭裕[43]
- 編集 - 須藤瞳[43]
- 音響監督 - 濱野高年[44]
- 音楽 - 井内啓二[16]
- 音楽制作 - アニプレックス[45]
- 音楽プロデューサー - 中山信宏[45]、松本美穂[45]
- プロデューサー - 中山信宏[46]、森井巧[45]、塩谷佳之[45]、大和田智之[45]、松倉友二[45]、今瀬千早[45]、高橋勝[45]、新倉俊哉[45]、沼野久則[45]
- アニメーションプロデューサー - 安部正次郎[45]
- 3DCG・アニメーション制作 - J.C.STAFF[43]
- 製作 - お母さんは好きですか？製作委員会（アニプレックス、KADOKAWA、TOKYO MX、BS11、J.C.STAFF、KLab、キュー・テック、コンテンツシード、虎の穴）[43]

### 主題歌
「イヤヨイヤヨモスキノウチ！」
スピラ・スピカによるオープニングテーマ。作詞は幹葉、作曲は寺西裕二、編曲はIf I。
「通常攻撃が全体攻撃で二回攻撃ママ」
大好真々子（茅野愛衣）によるエンディングテーマ。原曲は「パタパタママ」（作詞は高田ひろお、作曲は佐瀬寿一）。替え詞は三重野瞳、編曲は千葉"naotyu-"直樹。

### 各話リスト
| 話数         | サブタイトル                                                                   | 脚本       | 絵コンテ       | 演出     | 作画監督          |
| ------------ | ------------------------------------------------------------------------------ | ---------- | -------------- | -------- | ----------------- |
| 第1話        | 少年の壮大なる冒険が始まると思ってたら…え、どういうことだよこれ…。             | 赤尾でこ   | 冨永恒雄       | 冨永恒雄 | 松本文男          |
| 第2話        | 女子ばっかなのは偶然だ。誤解するな。笑顔でこっちを見るな。                     | 赤尾でこ   | 工藤進         | 工藤進   | 古澤貴文          |
| 第3話        | 下着は防具。守備面積は大きめに。さもなくば息子が死ぬぞ！                       | 赤尾でこ   | 渡部高志       | 渡部高志 | 小倉恭平          |
| 第4話        | 子供は子供で、親も親で人間で、色々あるけど何とかするのが親子だろ。             | 赤尾でこ   | 冨永恒雄       | 冨永恒雄 | 松本文男          |
| 第5話        | そこは夢と希望に満ちた、子供達の領域。子供達の、だ。ここ大事！                 | 藤尾いなほ | 渡部高志       | 村山靖   | 小倉恭平 岡辰也   |
| 第6話        | なんという美少女…いや母さんじゃなくて。その格好で近寄るなやめろ。              | 福田裕子   | きむらひでふみ | 冨永恒雄 | 古澤貴文 岡辰也   |
| 第7話        | 学祭の主役は学生だ。それはただ制服を着ている人も含まれてしまうのだがな…。      | 赤尾でこ   | 冨永恒雄       | 冨永恒雄 | 松本文男          |
| 第8話        | 言わなきゃ伝わらないが、言ったらかなりの確率でぶつかる。厄介だよ、親子。       | 赤尾でこ   | きむらひでふみ | 冨永恒雄 | 小倉恭平 古澤貴文 |
| 第9話        | おっと、こんなところにスイッチ床があるぞ。まあ踏まないけど。いや踏まないから。 | 福田裕子   | うえだしげる   | 村山靖   | 岡辰也            |
| 第10話       | お母さんと一緒ギルドは千客万来！……って、招かれざる客ばっかかよ！               | 藤尾いなほ | 冨永恒雄       | 冨永恒雄 | 古澤貴文          |
| 第11話       | 受け止める勇気。慈しむ心。あと全身鎧。それが母親に必須の……ん？鎧？             | 福田裕子   | 渡部高志       | 渡部高志 | 松本文男          |
| 第12話       | その願いは叶えないでくれ、と強く願った。だが願いは叶えられた。                 | 赤尾でこ   | 冨永恒雄       | 冨永恒雄 | 小倉恭平 岡辰也   |
| 第13話 (OVA) | 波打ち際のお母さんは好きですか？                                               | 赤尾でこ   | 岩崎良明       | 冨永恒雄 | 古澤貴文          |

### 放送局
| 放送期間                | 放送時間                     | 放送局       | 対象地域   | 備考                                 |
| ----------------------- | ---------------------------- | ------------ | ---------- | ------------------------------------ |
| 2019年7月13日 - 9月28日 | 土曜 0:00 - 0:30（金曜深夜） | TOKYO MX     | 東京都     | 製作参加                             |
|                         |                              | とちぎテレビ | 栃木県     |                                      |
|                         |                              | 群馬テレビ   | 群馬県     |                                      |
|                         |                              | BS11         | 日本全域   | 製作参加 / BS放送 / 『ANIME+』枠     |
|                         | 土曜 23:00 - 23:30           | AT-X         | 日本全域   | CS放送 / 字幕放送 / リピート放送あり |
| 2019年7月15日 - 9月28日 | 日曜 3:38 - 4:08（土曜深夜） | 毎日放送     | 近畿広域圏 | 『アニメシャワー』第4部              |
| 2019年7月17日 - 10月2日 | 水曜 2:05 - 2:35（火曜深夜） | テレビ愛知   | 愛知県     |                                      |
| 2019年8月7日 - 10月23日 | 水曜 1:55 - 2:21（火曜深夜） | 長崎文化放送 | 長崎県     | 『あに。』枠                         |

| 配信開始日        | 配信時間         | 配信サイト |
| ----------------- | ---------------- | --- |
| 2019年7月13日     | 土曜 0:00 - 0:30 | AbemaTV |
| 2019年7月19日以降 | 不明             | dアニメストア niconico ひかりTV GYAO! FOD バンダイチャンネル Hulu Netflix J:COMオンデマンド ビデオパス アニメ放題 U-NEXT Amazonプライム・ビデオ あにてれ Rakuten TV DMM.com ビデオマーケット HAPPY!動画 ムービーフルplus PlayStation Video |

### 関連商品

#### BD / DVD
| 巻  | 発売日         | 収録話          | 規格品番      | 規格品番      |
| 巻  | 発売日         | 収録話          | BD限定版      | DVD限定版     |
| --- | -------------- | --------------- | ------------- | ------------- |
| 1   | 2019年9月25日  | 第1話 - 第2話   | ANZX-14721/2  | ANZB-14721/2  |
| 2   | 2019年10月30日 | 第3話 - 第4話   | ANZX-14723/4  | ANZB-14723/4  |
| 3   | 2019年11月27日 | 第5話 - 第6話   | ANZX-14725/6  | ANZB-14725/6  |
| 4   | 2019年12月25日 | 第7話 - 第8話   | ANZX-14727/8  | ANZB-14727/8  |
| 5   | 2020年1月29日  | 第9話 - 第10話  | ANZX-14729/30 | ANZB-14729/30 |
| 6   | 2020年2月26日  | 第11話 - 第12話 | ANZX-14731/2  | ANZB-14731/2  |
| OVA | 2020年3月25日  | OVA             | ANZX-14733/4  | ANZB-14733/4  |

### 書籍
- 井中だちま（監修）・お母さんは好きですか？製作委員会（監修）・濱崎潤之輔（英文監修） 『「通常攻撃が全体攻撃で二回攻撃のお母さんは好きですか？」で中学英語をおさらいする本』 KADOKAWA、2020年3月28日発売[52]、ISBN 978-4-04-604615-4
  - アニメをベースにした学習参考書。茅野愛衣（大好真々子役）の特典音声ダウンロード付。

### Webラジオ
大好真々子役の茅野愛衣によるWebラジオ『通常配信が毎週配信で二回配信の茅野さんは好きですか？』が、2019年6月5日よりYouTubeにて毎週水曜・金曜に配信。タイトル通りの配信形態となっているため、ナンバリングは0.5単位となっている。

## 無料ゲーム
上でも触れたゲームはRPGアツマールで公開。制作は『ハンバーガー大戦争』や『革命だ!よん!!』などを代表作とするうるふが担当した。
重くて動かない場合はオプションから戦闘エフェクトをオフにすると改善されるようであるが、元より動作が不安定であるようでセーブを頻繁に行うのが攻略のコツであるようである。
ゲームの戦闘形式はゲージ行動式のアクティブタイムバトルになっている。
原作1巻の序盤から中盤を舞台にしており、巨大スライムとの戦いまでが描かれている。また、ワイズ、ポータは最初から仲間になっている設定。

## コラボレーション
姉なるもの
イラストを担当している飯田ぽち。著の漫画の『姉なるもの』とコラボが行われ、描下ろしイラストと、井中だちまによる書下ろし小説が執筆され、『姉なるもの』のウェブサイトに掲載された。
ギガファイル便
無料大容量ファイル転送サービスの『ギガファイル便』と期間限定のコラボが行われ、ウェブサイトのトップページが本作になった。